# Stift Klosterneuburg

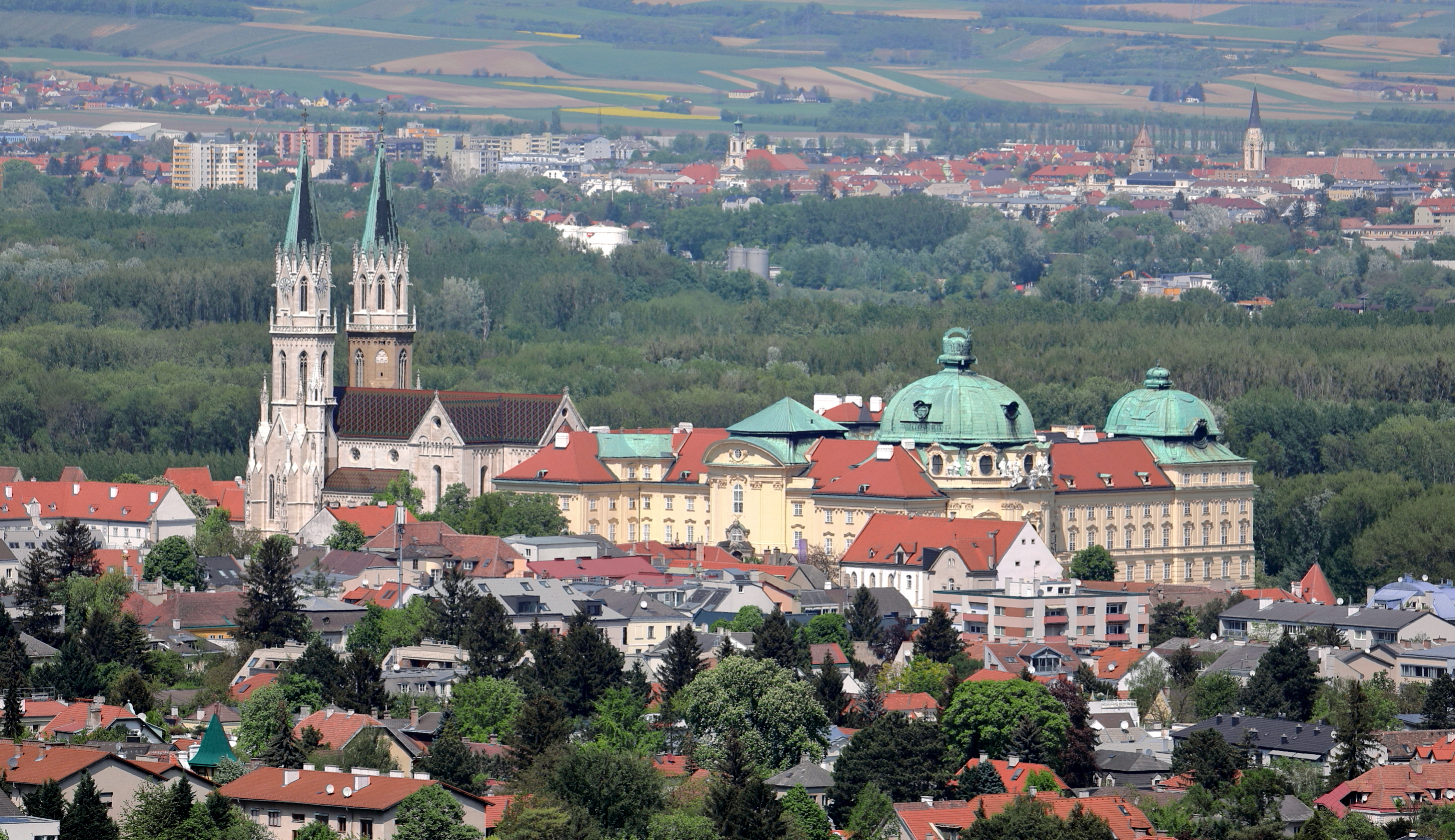
Südansicht des Stiftkomplexes

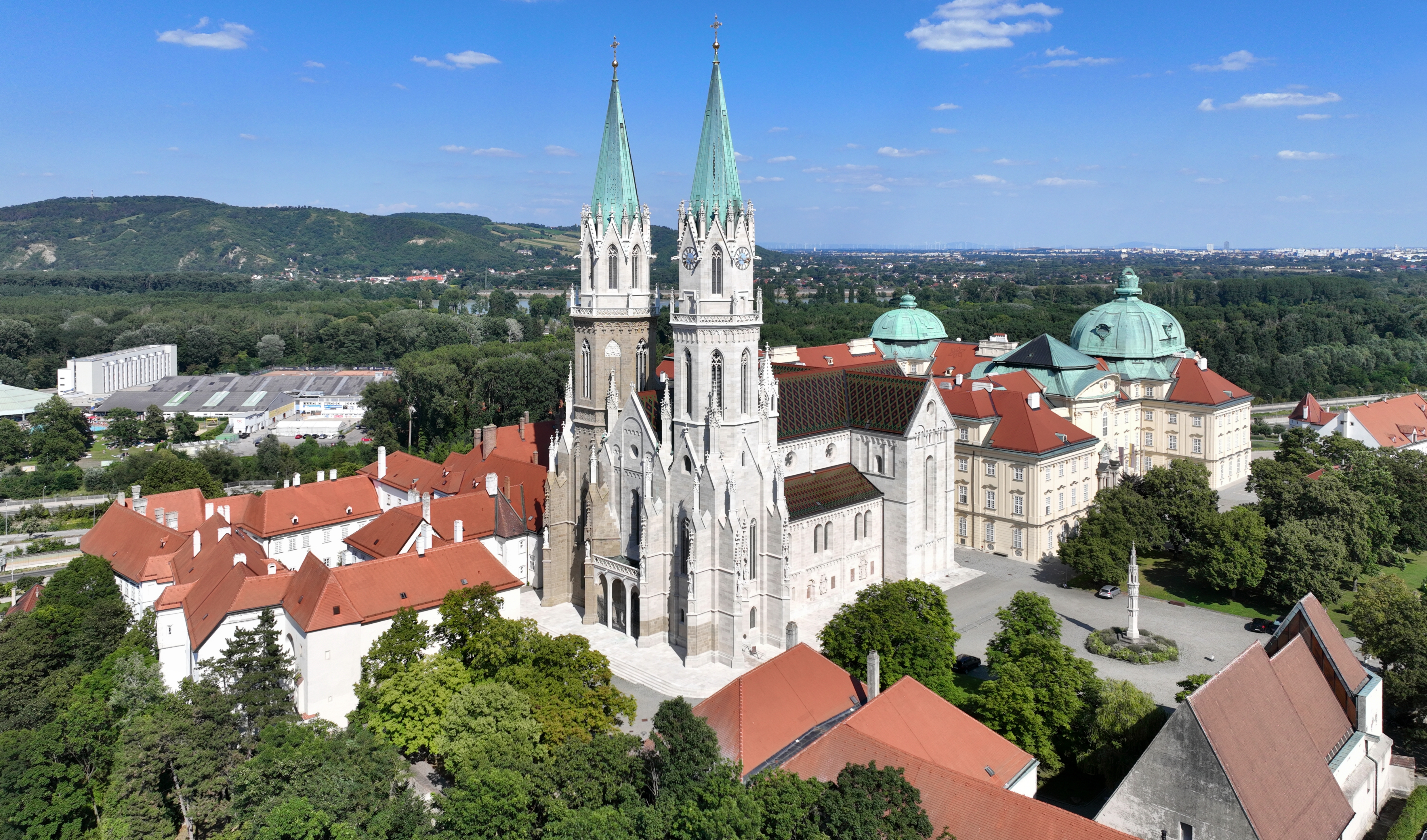
Westansicht des Stiftkomplexes

Das Stift Klosterneuburg liegt nordwestlich von Wien in der Stadt Klosterneuburg in Niederösterreich. Es gehört der Kongregation der österreichischen Augustiner-Chorherren an. Der Komplex geht auf eine Stiftung zu Beginn des 12. Jahrhunderts des österreichischen Markgrafen Leopold III. dem Heiligen zusammen mit seiner Frau Markgräfin Agnes von Waiblingen zurück.
Die ursprüngliche Stiftung war von Beginn an bis 1722 ein Doppelkloster mit Augustiner-Chorfrauen. Die gut erhaltenen Reste der Chorfrauenkirche St. Magdalena am Stiftsplatz zeugen noch heute davon. In späteren Jahrhunderten wurde die Anlage mehrmals erweitert und umgebaut, so dass sie sich heute als Konglomerat aus mittelalterlicher, barocker und historistischer Bausubstanz präsentiert. Das Stift Klosterneuburg gilt als ein lebendiges Zentrum des katholischen Glaubens, beherbergt eine bedeutende Kunstsammlung und das älteste und eines der größten Weingüter Österreichs.

## Geschichte

### Die Anfänge

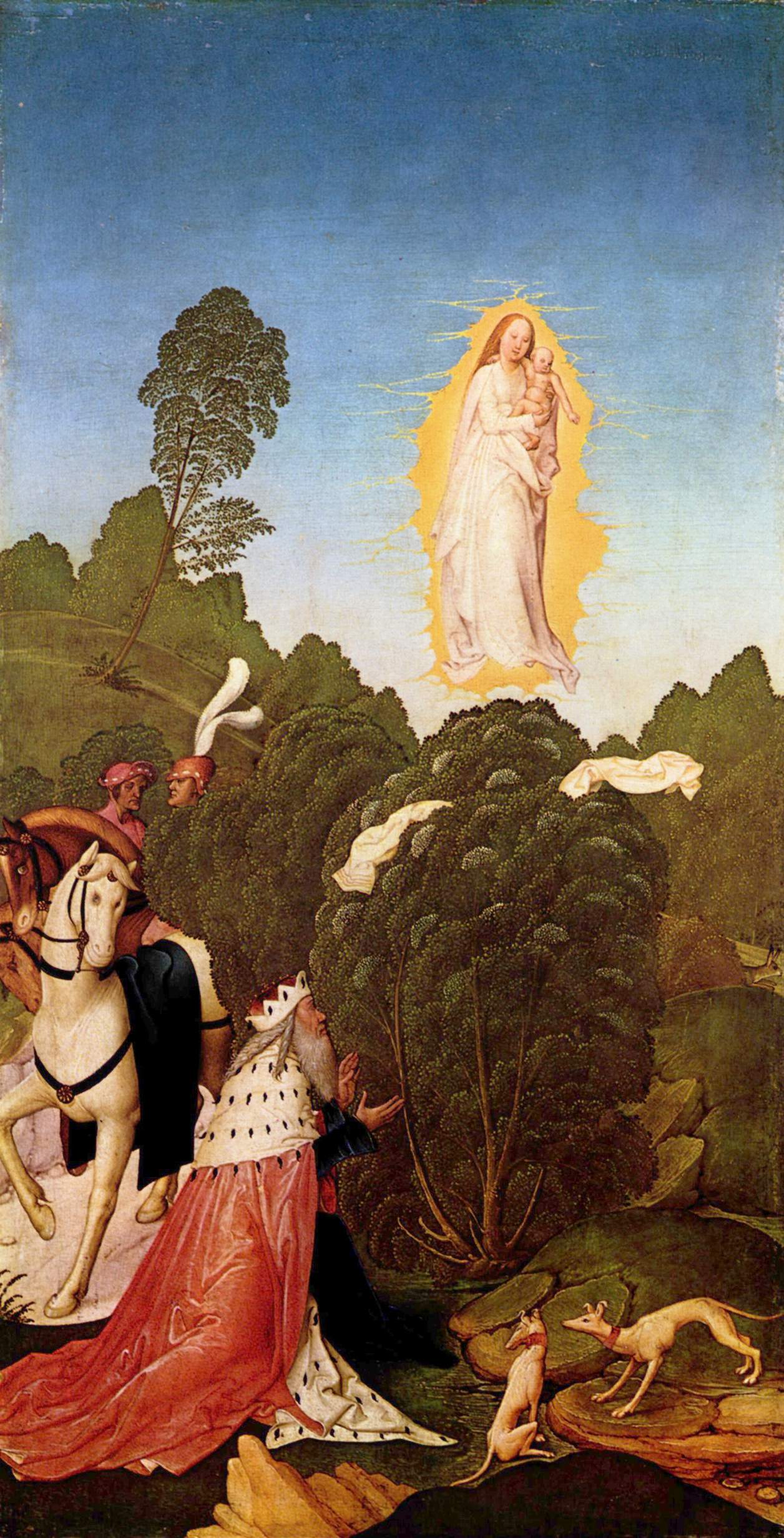
Rueland Frueauf d. J., Auffindung des Schleiers, Stiftsmuseum Klosterneuburg

Um die Gründung des Stiftes Klosterneuburg spinnt sich die Schleier-Legende. Am Tag ihrer Vermählung sollen Markgraf Leopold III. und seine Gemahlin Agnes von Waiblingen am Söller ihrer Burg am Leopoldsberg gestanden haben, als ein plötzlicher Windstoß den Brautschleier der Agnes erfasste und davontrug. Erst neun Jahre später soll der fromme Markgraf den Schleier seiner Frau während einer Jagd in den Wäldern Klosterneuburgs unerwartet wiedergefunden haben – in unversehrtem Zustand auf einem blühenden Holunderbaum verfangen. Dies soll als göttliches Zeichen verstanden worden sein, weshalb Leopold III. an dieser Stelle ein Kloster errichten ließ. Zu einem späteren Zeitpunkt wurde diese Legende noch zusätzlich durch eine Marienerscheinung bereichert.
In Wirklichkeit aber stellte Klosterneuburg zu Beginn des 12. Jahrhunderts keinen unberührten Urwald mehr dar, denn der Stiftshügel war bereits seit urgeschichtlicher Zeit besiedelt und im 1. Jahrhundert n. Chr. zu einem Kastell (vermutlich namens Arrianis) ausgebaut worden, um den Limes Pannonicus zu schützen. Auf den Ruinen dieses Lagers entstand wohl schon im 11. Jahrhundert eine kleinere Siedlung, die Leopold III. schließlich als seine Residenz und 1114 für die Gründung eines Säkularkanonikerstiftes erwählte. Ein Ziel der Stiftung war eventuell die spätere Errichtung eines österreichischen Landesbistums, weshalb einer der begabtesten Söhne Leopolds III., der spätere Otto von Freising, 1126 zum zweiten Propst des Stiftes ernannt und zum Studieren nach Paris geschickt wurde. Die Pläne für einen eigenen Bischofssitz scheinen aufgrund des Widerstandes der Bischöfe von Passau, Salzburg und Gurk gescheitert zu sein. Daraufhin wurde das Stift 1133 den Regularkanonikern (Augustiner-Chorherren) übergeben. Erster Propst dieser neuen Gemeinschaft wurde der selige Hartmann, unter dessen Regentschaft die Stiftskirche fertiggestellt und am 29. September 1136 geweiht wurde. Wenige Monate danach, am 15. November 1136, verstarb Markgraf Leopold III. Er wurde im Kapitelsaal des Stiftes (der heutigen Leopoldskapelle) beigesetzt, wo sein Grab bald zur Wallfahrtsstätte wurde.

### Hoch- und Spätmittelalter

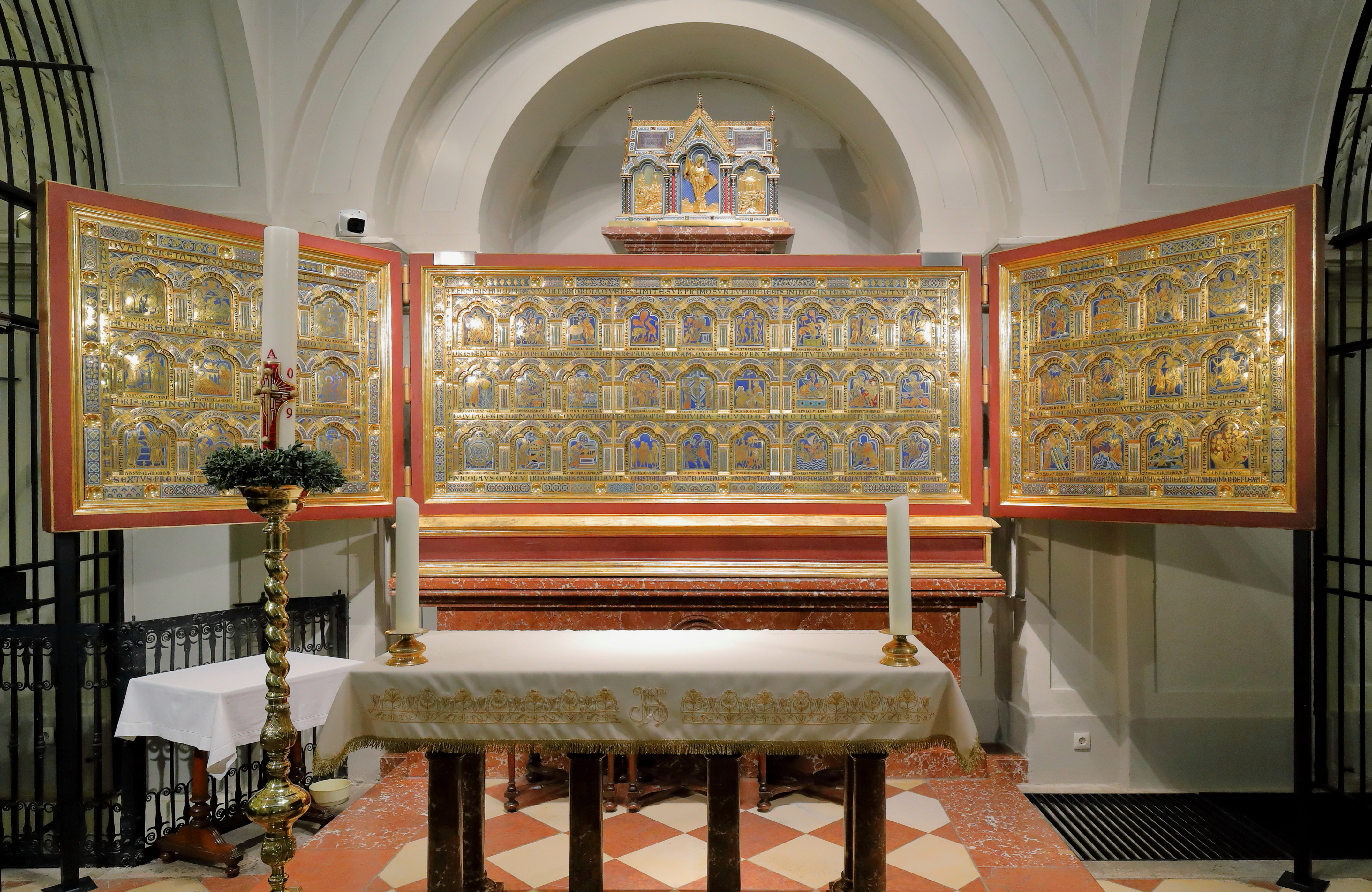
Verduner Altar, 1181, Stift Klosterneuburg

Das Stift Klosterneuburg entwickelte sich schnell zu einem kulturellen und theologischen Zentrum. Unter den Pröpsten Marquard (1140–1167) und Rudiger (1167–1168), die mit Gerhoch von Reichersberg verwandt waren, setzte man sich etwa für Reformen des Klerus sowie die Bekämpfung der aufkommenden Scholastik ein. Aus diesem Geist heraus ist wohl das inhaltliche Programm des Klosterneuburger Ambos (des späteren Verduner Altares) entstanden. Dieses entspricht der mittelalterlichen Typologie und ist möglicherweise auf Propst Rudiger zurückzuführen, auch wenn das einzigartige Emailwerk erst unter seinem Nachfolger, Propst Wernher (1168–1185), in Auftrag gegeben und 1181 fertiggestellt wurde. Unter Herzog Leopold VI. erlangte Klosterneuburg in den Jahren um 1200 seine Funktion als Residenz der Babenberger wieder, die zuvor an Wien verloren gegangen war. Leopold VI. ließ nicht nur einen neuen Palas errichten, sondern auch die sog. Capella Speciosa – seine Palastkapelle, die als erstes gotisches Bauwerk Österreichs gilt. Als sie allerdings 1222 geweiht wurde, war der Herzog wieder nach Wien umgezogen. Von beiden Bauten sind heute nur noch Reste vorhanden. Mit dem Bau der Kapelle hielt die Gotik Einzug und einige Jahrzehnte später wurden auch Teile des Stiftes – etwa der Kreuzgang – in diesen Formen umgebaut.
Einen kulturellen Aufschwung erlebte das Stift besonders in der ersten Hälfte des 14. Jahrhunderts unter Propst Stephan von Sierndorf (1317–1335), der zahlreiche Kunstwerke und Umbauarbeiten in Auftrag gab. Dies wurde durch einen verheerenden Brand des Jahres 1330 begünstigt, der die Instandsetzung und Erneuerung des alten Stiftes erforderlich machte. Unter Propst Stephan wurde der gotische Kreuzgang fertiggestellt, der Klosterneuburger Ambo 1330/31 zu einem Flügelaltar umgestaltet, sowie einige Goldschmiedearbeiten in Auftrag gegeben. Im ausgehenden 14. Jahrhundert begann man schließlich auch den Südturm der Kirche im gotischen Stil zu errichten. Der Turmbau blieb allerdings auf Höhe des Kirchendaches stecken und wurde nur provisorisch gedeckt.
Im 15. Jahrhundert führte die Amtszeit von Propst Georg Muestinger (1418–1442) zu einer neuerlichen kulturellen und wissenschaftlichen Blüte. In seinem Auftrag wurden in ganz Europa wichtige Ankäufe für die Bibliothek getätigt (etwa in Padua), aber auch neue Manuskripte im Stift angefertigt. Der mit dem Wiener Astronomen Johannes von Gmunden befreundete Propst befasste sich zudem ausgiebig mit Astronomie und Kartographie.
Während des 14. und 15. Jahrhunderts war das Stift weiters mit der langwierigen Heiligsprechung des Stiftsgründers beschäftigt. Denn obwohl Leopold III. schon kurz nach seinem Tod 1136 verehrt wurde, gewann sein Andenken erst in der ersten Hälfte des 14. Jahrhunderts an Systematik. Darauf verweisen ab 1323 aufgezeichnete Wunder und Gebetserhörungen, die sich an seinem Grab ereignet haben sollen – was darüber hinaus auf starke Pilgerströme schließen lässt. Auf Bestrebungen Herzog Rudolfs IV. leitete Papst Innozenz VI. schließlich 1358 den Heiligsprechungsprozess des Babenbergers ein. Auf Grund der schwierigen politischen Situation (Abendländisches Schisma) geriet dieses Vorhaben ins Stocken. Erst durch Kaiser Friedrich III. wurde der Prozess wieder belebt. Nach seinem erfolgreichen Abschluss fand die Heiligsprechung schließlich am 6. Jänner 1485 unter Papst Innozenz VIII. in Rom statt. Die feierliche Erhebung der Gebeine des Heiligen (Translation) erfolgte am 15. Februar 1506 unter Beisein von Kaiser Maximilian I. in der Stiftskirche von Klosterneuburg.

### Frühe Neuzeit
In die Regierungszeit des Propstes Georg Hausmanstetter (1509–1541) fällt die Erste Wiener Türkenbelagerung von 1529, als der Konvent direkt bedroht war und sich dazu entschloss mitsamt den Kirchenschätzen nach Passau zu flüchten. In Klosterneuburg blieb, neben einem Chorherrn, nur der königliche Regimentsrat Melchior von Lamberg zurück, der Söldner für die Verteidigung der Stadt anwarb und die am 27. September begonnene Belagerung Klosterneuburgs erfolgreich abwehren konnte. Als der Konvent zurückkehrte, konnte Propst Georg zunächst die Ausbreitung protestantischen Gedankenguts im Stift unterbinden. Als er jedoch 1541 verstarb, schwand nicht nur die Zahl der Chorherren, sondern auch der Widerstand gegen den Protestantismus. Wenige Jahre später wurden in der Stiftskirche die Lehren Luthers verkündet. Propst Kaspar Christiani (1578–1584), der dem Kloster von Kaiser Rudolf II. aufgezwungen wurde, führte das Stift zum Katholizismus zurück.

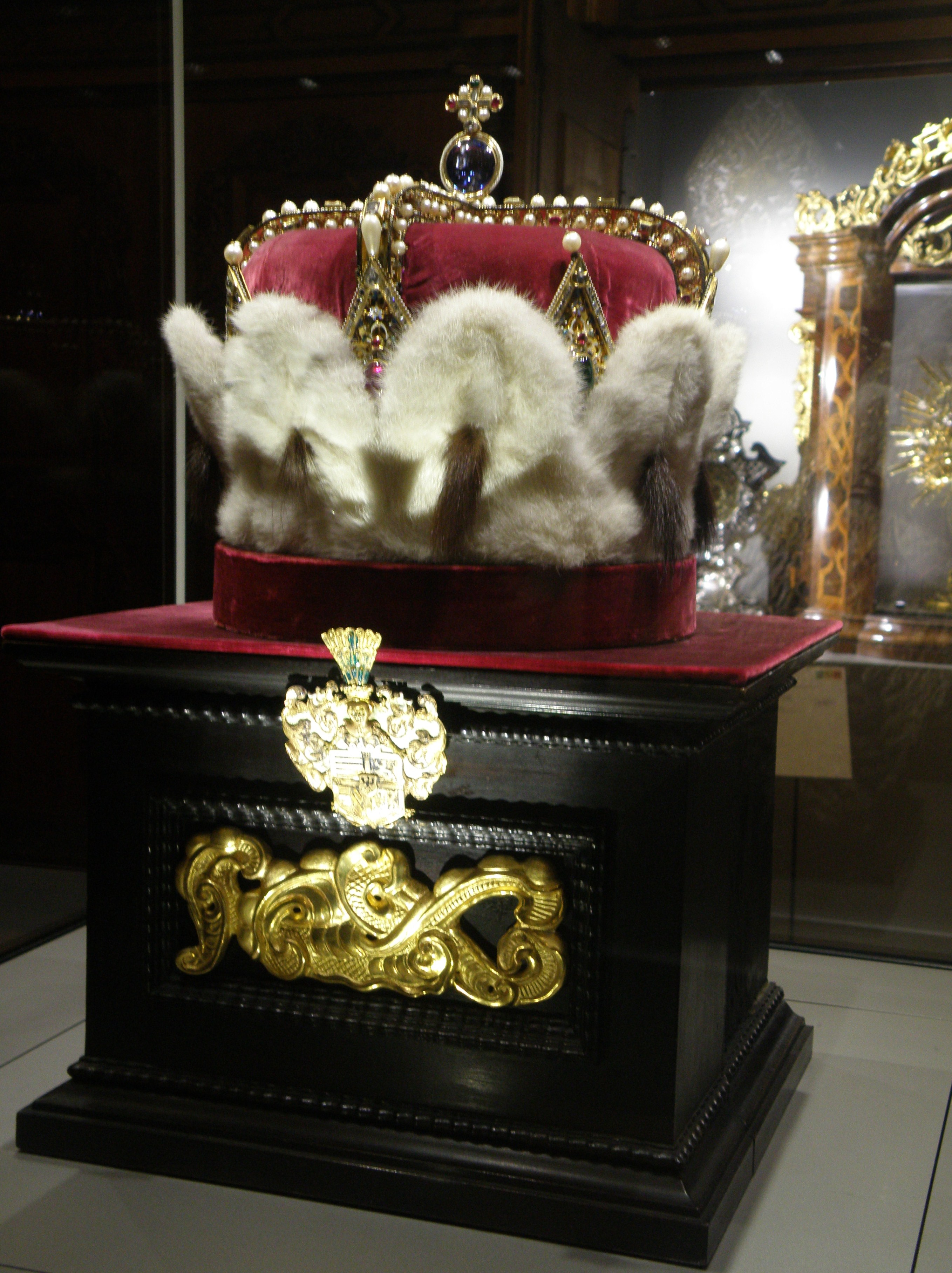
Österreichischer Erzherzoghut, Stiftsmuseum Klosterneuburg

Durch die katholische Gegenreformation erlangte das Stift seine frühere Bedeutung zurück. Am 15. November 1616 nahm Erzherzog Maximilian III. am Leopoldifest in Klosterneuburg teil und stiftete dem Kloster bei dieser Gelegenheit den österreichischen Erzherzogshut. Dadurch wurde das Stift zum Hüter der „heiligen Krone des Landes“, die nur im Rahmen der Erbhuldigung Klosterneuburg verlassen durfte.
Kurze Zeit später begann die Barockisierung der Stiftskirche, die sich in mehreren Phasen zwischen 1634 und 1730 vollzog. In der ersten Etappe (1634–1645) wurde der bisher unvollendete Nordturm der Westfassade im gotischen Stil (in Anlehnung an den Südturm) weiter gebaut, im Inneren hingegen der westliche Bereich in barocken Formen neu dekoriert und die prachtvolle Orgel fertiggestellt. In einer zweiten Etappe (1680–1702) stand die Ausstattung mit Fresken, Stuck und Altären im Langhaus im Fokus. 1723–1730 fand schließlich die Umgestaltung des Presbyteriums nach Entwürfen Matthias Steinls statt. Die Barockisierung war dabei durch die Zweite Wiener Türkenbelagerung 1683 unterbrochen worden, als sich Klosterneuburg erneut in Gefahr befand und die Chorherren wieder mit dem Kirchenschatz nach Passau flüchteten. Bei der Verteidigung der Stadt spielte vor allem der Laienbruder Marzellin Orthner eine entscheidende Rolle, da durch sein Engagement eine Einnahme der Stadt verhindert werden konnte.

### Der „Österreichische Escorial“

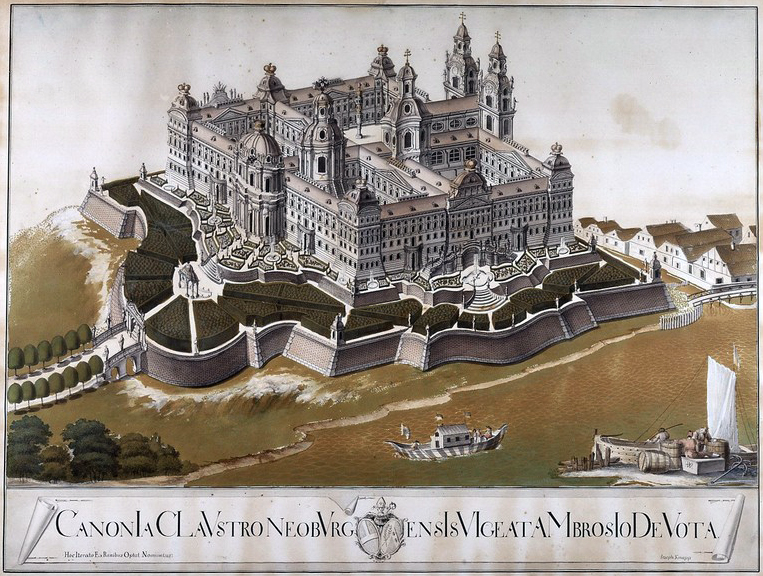
Idealansicht des barocken Stiftes von 1774, Stiftsmuseum Klosterneuburg

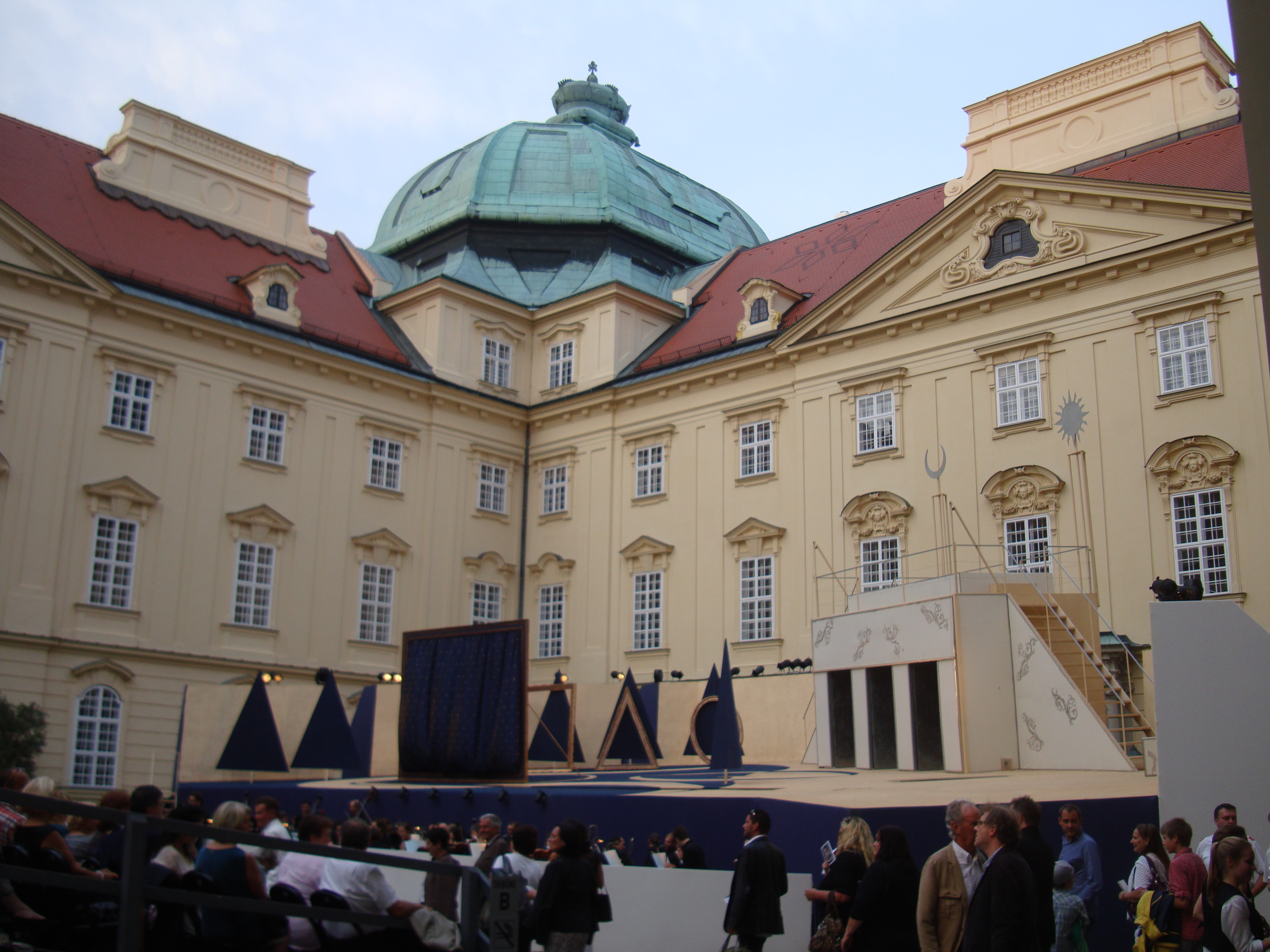
Kornhäusels Kaiserhof mit der Bühne der Oper Klosterneuburg

Unter Propst Ernest Perger (1707–1748) wurde im Stift Klosterneuburg eines der eindrucksvollsten Bauprojekte des Barock ins Leben gerufen. So hatte man bereits 1714 Entwürfe für einen massiven Umbau bei Jakob Prandtauer in Auftrag gegeben, der jedoch aus unbekannten Gründen nicht ausgeführt wurde. Unter Vermittlung des Melker Abtes Berthold Dietmayr wurde schließlich 1730 Donato Felice d’Allio mit der Neuplanung der gesamten Klosteranlage beauftragt, die einen weitläufigen Neubau mit vier regelmäßigen Innenhöfen vorsah. Nachdem allerdings klar wurde, dass Kaiser Karl VI. das Kloster zu einem Österreichischen Escorial, d. h. zu einer herrschaftlichen Klosterresidenz, umbauen und hier zum Teil residieren wollte, musste d’Allio seine Pläne zugunsten größeren Prunks adaptieren. Hierbei wurde ihm das kaiserliche Hofbauamt zu Seite gestellt, dessen leitender Architekt, Joseph Emanuel Fischer von Erlach, den Bau um ein Stockwerk erhöhte, die Fassaden dynamisierte und monumentale, mit den Kronen des Hauses Habsburg versehene Kuppeln einplante. Doch obwohl das Kaiserhaus somit entscheidenden Einfluss auf die Gestaltung des Baus nahm, mussten die Kosten gänzlich vom Kloster getragen werden.
Weshalb sich Karl VI. für dieses gigantische Bauvorhaben in Klosterneuburg entschied, ist nicht restlos geklärt. Man vermutet, dass er mit dem Bau eines österreichischen Escorials den Verlust der spanischen Krone kompensieren wollte (Spanischer Erbfolgekrieg). Hinzu kam die betonte Verehrung des heiligen Leopold durch das Haus Habsburg, das ihn auch als (fiktiven) Vorfahren präsentierte. Durch die Errichtung einer Residenz über dem Grab des Heiligen sollte eine herrschaftliche Kontinuität in Österreich verdeutlicht werden.
Zunächst schritt der Bau zügig voran. Man begann mit der Errichtung des in der nordöstlichen Ecke vorgesehenen Kaisertraktes, der bereits 1733 gedeckt wurde. 1735 wurden zwei der insgesamt neun geplanten Kuppeln fertiggestellt. Sie präsentieren einerseits die Reichskrone und andererseits den Österreichischen Erzherzogshut. 1740 verstarb Karl VI. jedoch unerwartet, wodurch die Bauarbeiten zu einem abrupten Ende kamen. Nach dem Tod des Kaisers (und aufgrund des mangelnden Interesses seiner Tochter Maria Theresia an dem Bauprojekt) fehlte dem Konvent jeglicher Anreiz die enormen Baukosten weiterhin zu tragen. Folglich wurden die Bauarbeiten eingestellt und nur die bereits stehenden Bereiche fertig ausgestattet – etwa 1749 der Marmorsaal mit einem Fresko von Daniel Gran. Erst 1834–1842 konnte, nach Plänen von Joseph Kornhäusel, zumindest einer der vier geplanten Innenhöfe (und damit ein Viertel der geplanten Anlage) vollendet werden. Der österreichische Escorial blieb somit ein Torso.

### Aufklärung und 19. Jahrhundert

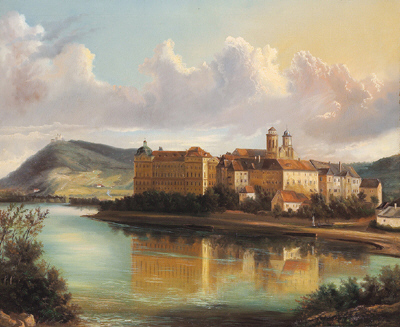
Stift Klosterneuburg vor dem Ausbau der Stiftskirchentürme

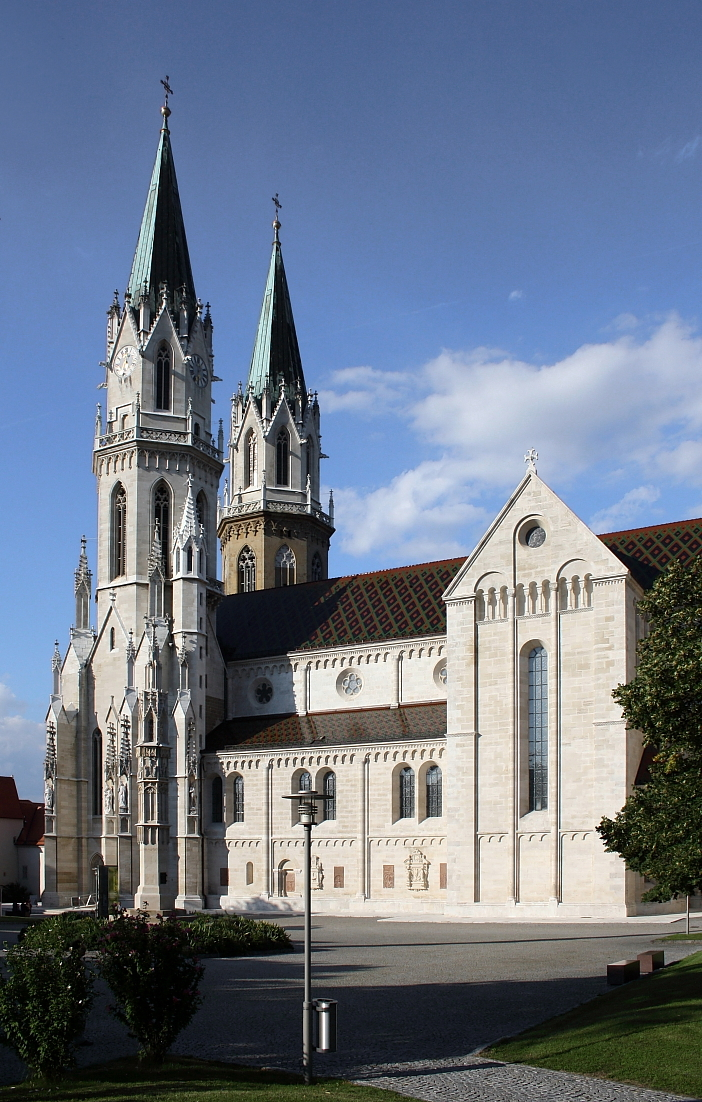
Stiftskirche Klosterneuburg nach den Umbauten 1882–93

Durch die Josephinische Reform (Säkularisation) war das Stift auf Grund seines starken Engagements in der Seelsorge nicht so stark betroffen und wurde nicht aufgelöst. Dennoch mussten zahlreiche zusätzliche Pfarren errichtet, sowie einige Kapellen (darunter die Capella Speciosa) 1787 entweiht werden. Schwere Zeiten, vor allem wirtschaftlich, musste das Stift hingegen während der Napoleonischen Kriege durchleben. So forderten die französischen Truppen, die Klosterneuburg am 11. November 1805 besetzten, enorme Summen als Brandschatzung. Obwohl die Franzosen nach dem Frieden von Pressburg 1806 Klosterneuburg verließen, kam es am 10. Mai 1809 zu einer erneuten Besetzung. Dabei wurden die Weinvorräte des Stiftes weggeschafft und große Schäden angerichtet. Erst am 29. November 1809 zogen die letzten französischen Besatzer endgültig ab. Durch diese Kriege befand sich Österreich in einer katastrophalen wirtschaftlichen Lage, weshalb der Kaiser Edelmetallablieferungen anordnete, denen auch zahlreiche Kostbarkeiten des Stiftes zum Opfer fielen – darunter der silberne Reliquienschrein des heiligen Leopold und eine von Erzherzog Maximilian III. gestiftete Silberbüste des Heiligen.
Im Zeitalter des Historismus wurde schließlich die „Restaurierung“ einiger Teile der Anlage vorangetrieben. Verantwortlich zeichnete hierbei der Wiener Dombaumeister Friedrich von Schmidt. 1869–1881 wurden Arbeiten im Kreuzgang durchgeführt, wobei einige Bereiche in ihre vermeintlich originale, gotische Form zurückgebaut wurden. 1882–1893 folgte die Restaurierung der Stiftskirche, deren Westtürme baufällig geworden waren. Die ursprünglich verschieden hohen Türme wurden nun auf eine Höhe von 82,75 m neugotisch ausgebaut, vereinheitlicht und mit Skulpturen von Franz Christoph Erler versehen. Die Außenseite des Langhauses wurde im Sinne der Neuromanik umgestaltet.

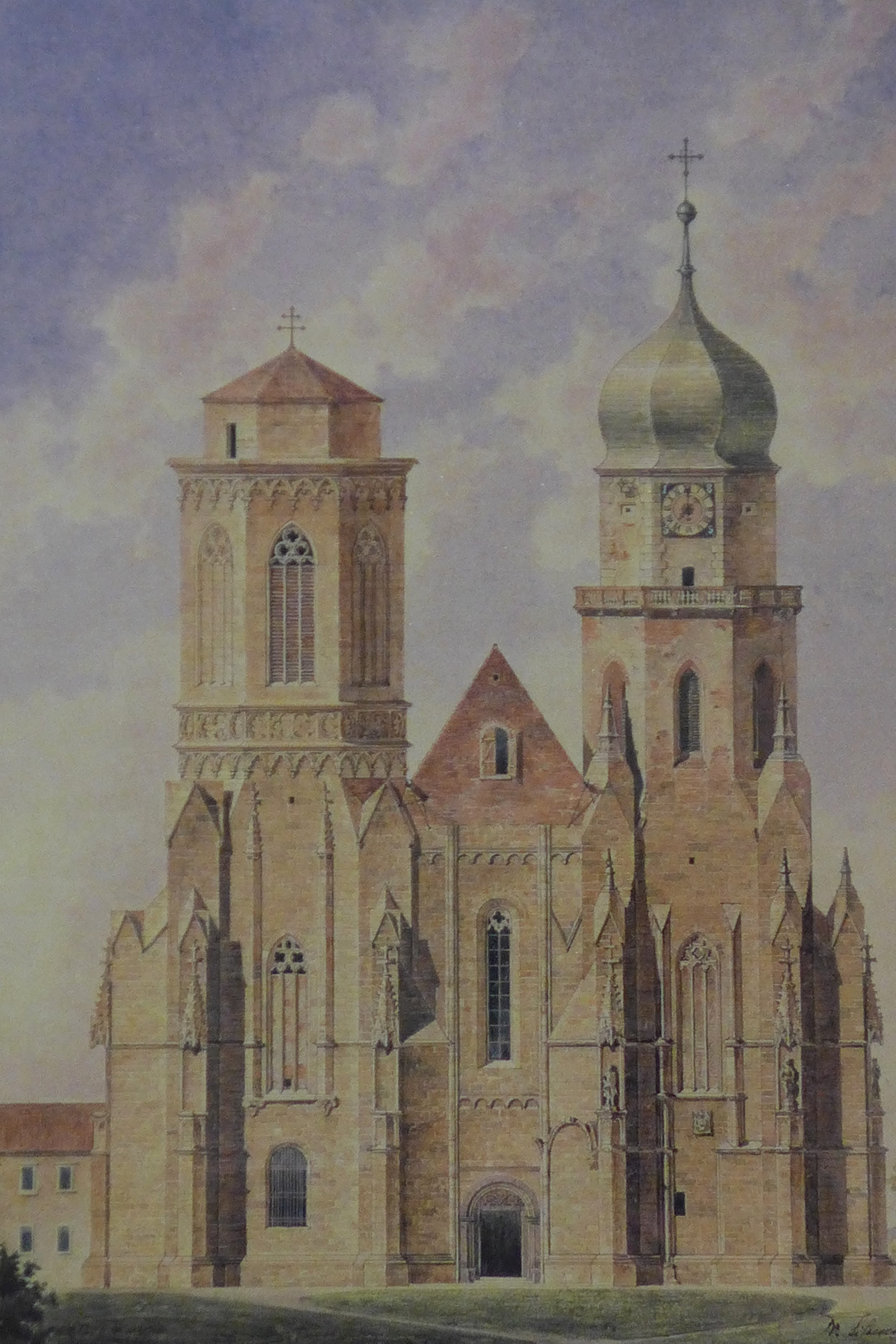
Stift Klosterneuburg, Fassade der Klosterkirche vor der neogotischen Rekonstruktion durch Friedrich von Schmidt
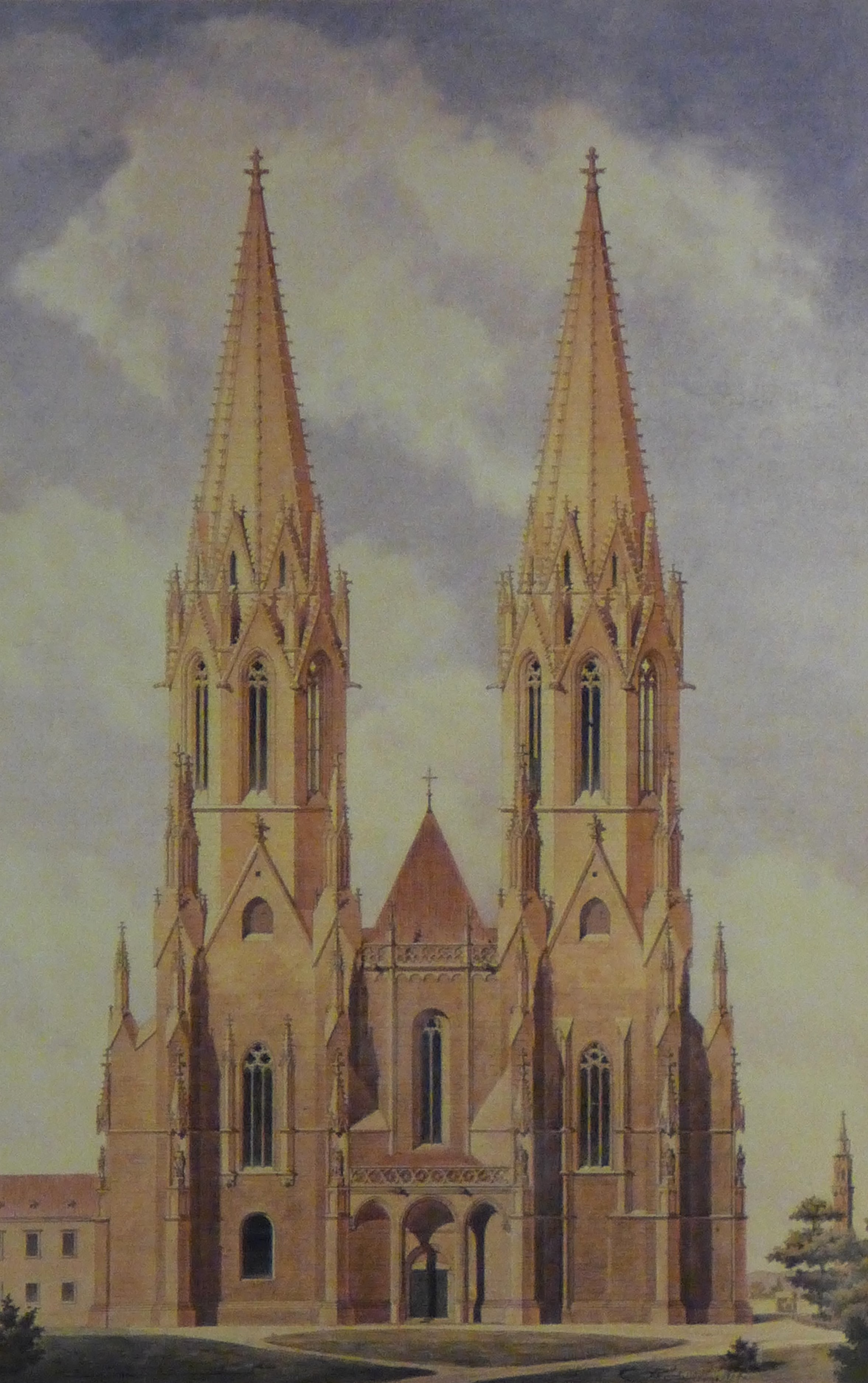
Stift Klosterneuburg, Entwurf zur Rekonstruktion der Klosterkirchenfassade im 19. Jahrhundert

### 20. und 21. Jahrhundert
Bekannte Persönlichkeiten des Stiftes im beginnenden 20. Jahrhunderts waren der Chorherr Wolfgang Pauker, der den jungen Egon Schiele förderte, und Friedrich Gustav Piffl, späterer Erzbischof von Wien. Von besonderer Bedeutung war Pius Parsch, der im Ersten Weltkrieg an der Front als Feldkurat diente und dabei feststellte, wie wenig die katholischen Soldaten über ihren Glauben wussten. Als er ins Stift zurückkehrte, hielt er Bibelstunden und veröffentlichte populäre Schriften in zahlreichen Sprachen. Dadurch fand die Volksliturgische Bewegung Verbreitung auch in Österreich.
Unter dem Nationalsozialismus wurde das Stift auf Befehl Martin Bormanns am 30. April 1941 aufgehoben und enteignet. In den folgenden Wochen wurden weitere 123 Klöster aufgehoben. Einige Chorherren engagierten sich verdeckt in der Widerstandsbewegung, vor allem Roman Karl Scholz, er wurde 1944 hingerichtet. Durch diese schwierige Zeit wurde der Konvent vom 1937 gewählten Propst Alipius Linda geführt, der mitsamt den Chorherren am 30. April 1945 wieder ins Stift zurückkehren konnte. Nach und nach erhielt das Stift auch sein beschlagnahmtes Eigentum zurück. Als Propst Alipius 1953 starb, war das Schlimmste bereits überstanden und sein Nachfolger, Gebhard Koberger (1953–1995), konnte den wirtschaftlichen und finanziellen Wiederaufbau vorantreiben. Propst Gebhard wurde 1969 als erster Österreicher zum Abt-Primas des Augustiner-Chorherrenordens gewählt und nahm auch am Zweiten Vatikanischen Konzil teil.
Sein Nachfolger wurde 1995 Bernhard Backovsky, der 2002 auch Generalabt der Augustiner-Chorherren der Österreichischen Kongregation und 2010 Abtprimas aller Augustiner-Chorherren wurde. Er investierte maßgeblich in das religiöse, wirtschaftliche und kulturelle Leben des Stiftes. Dazu gehörten die Restaurierung der Gebäude, die Errichtung eines Biomasse-Fernheizwerks, welches das Stift sowie einige öffentliche Gebäude Klosterneuburgs ökologisch nachhaltig beheizt, sowie zahlreiche soziale Projekte. Am 15. Mai 2020 trat er krankheitsbedingt zurück. Ab November 2020 leitete Bischof Josef Clemens als Apostolischer Delegat das Stift. Clemens’ Beauftragung erfolgte nach einer apostolischen Visitation im Frühsommer 2020, bei der es u. a. um mangelhaften Umgang mit Missbrauchsvorwürfen ging. Am 22. April 2021 gab das Stift bekannt, dass die Kongregation für die Institute geweihten Lebens und die Gesellschaften apostolischen Lebens auf Antrag des Päpstlichen Delegaten mit Dekret vom 19. April den Altabt des Stiftes Heiligenkreuz, den Zisterzienser Gregor Henckel-Donnersmarck, zum Administrator des Stiftes ernannt hat. Unmittelbar vor Amtsantritt am 2. Mai 2021, mit der er alle Funktionen des Stiftsdechanten übernommen hätte, lehnte Donnersmarck das Amt aus gesundheitlichen Gründen jedoch ab. Die vatikanische Kongregation ernannte daraufhin auf Antrag von Josef Clemens mit Dekret vom 4. Juni 2021 den emeritierten Propst des Augustiner-Chorherren Stiftes Herzogenburg, Maximilian Fürnsinn, zum Administrator, er nahm seine Tätigkeit im Juli auf.
Am 14. August 2023 wählte der Konvent Anton Höslinger zum 67. Propst des Stiftes. Im selben Monat bestellte das Dikasterium für die Institute des geweihten Lebens und die Gesellschaften Apostolischen Lebens Erzabt Korbinian Birnbacher zum Päpstlichen Assistenten des Stiftes. Birnbacher unterstützt Propst Höslinger dabei, das Stift in die volle Selbstständigkeit zurückzuführen.
Derzeit gehören dem Konvent des Stiftes Klosterneuburg 39 Chorherren an.

## Pfarrtätigkeit und soziales Engagement
Das Stift Klosterneuburg trägt Verantwortung für insgesamt 27 Pfarren (24 in Wien und Niederösterreich, eine in Norwegen und zwei in den USA). Die Pfarren der Stiftskirche und St. Martin in Klosterneuburg gehören seit der Gründung zum Stift, andere kamen nach und nach durch die Erweiterung des Grundbesitzes oder durch Reformen Kaiser Josefs II. (Josephinische Reform) hinzu. Derzeit werden folgende Pfarren betreut:
- Klosterneuburg: Stiftspfarre, Kierling, St. Leopold, St. Martin, Kritzendorf, Weidling, Höflein
- Restliches Niederösterreich: Haselbach, Korneuburg, Langenzersdorf, Reinprechtspölla, Stoitzendorf, Tattendorf
- Wien: Maria Lourdes, Meidling, Maria Hietzing, Grinzing, Heiligenstadt, Kahlenbergerdorf, Neustift am Walde, Nußdorf, Sievering, Donaufeld, Floridsdorf
- Norwegen: Bergen
- USA: St. Patrick und St. Rocco im Bistum Rockville Centre, New York[13]

Dem im Jahre 2000 erlassenen Sozialstatut des Stiftes entsprechend werden jährlich mindestens 10 % der in den Wirtschaftsbetrieben erwirtschafteten Erträge für soziale Zwecke aufgewandt, meist liegen die Summen weit darüber. Einige Projekte widmen sich Straßenkindern in Rumänien und älteren Menschen in Moldawien. Kleinere Aktionen, etwa Kinderschutzzentren in Indien und Honduras, Frauenhilfsprojekte in Afghanistan oder eine Augenklinik im Südsudan werden ebenso gefördert.

## Wirtschaftliche Bedeutung

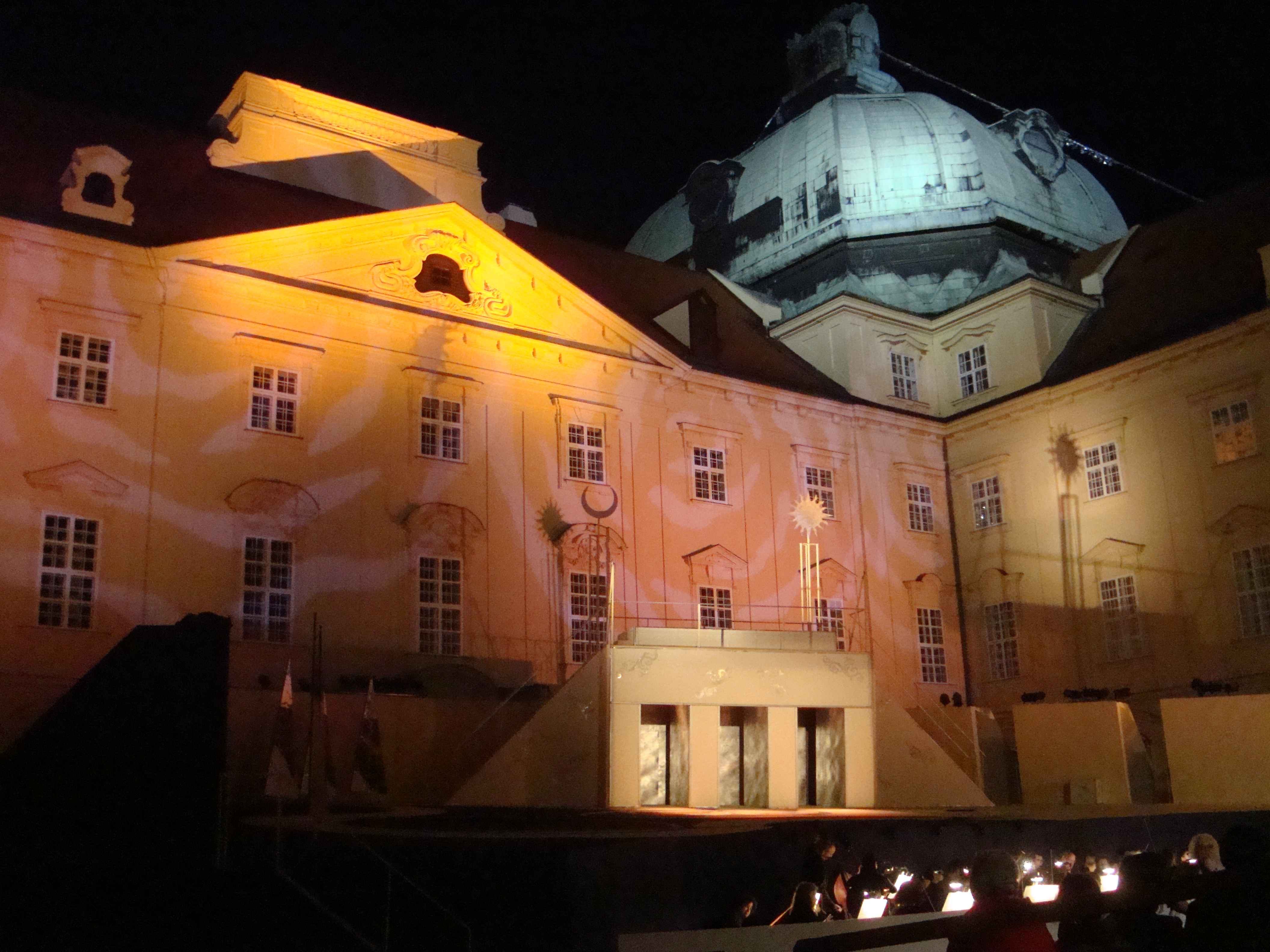
Kaiserhof mit der Bühne zur Zauberflöte (2014)

Die Hauptgeschäftsfelder der stiftlichen Wirtschaftsbetriebe sind Land- und Forstwirtschaft, Immobilien sowie Kultur und Tourismus. Die Wirtschaftsbetriebe beschäftigen rund 180 Mitarbeiter.
Das Stift hat besonders im Weinbau eine große Bedeutung. Das Weingut Stift Klosterneuburg gilt mit 108 Hektar Anbaufläche nicht nur als eines der größten, sondern auch als das älteste Weingut in Österreich. Seine Gründung geht auf Leopold III. zurück. 1860 wurde zudem mit Unterstützung des Stiftes eine Weinbauschule auf dem Stiftsareal errichtet. Aus dieser ging die heutige Höhere Bundeslehranstalt und Bundesamt für Wein- und Obstbau hervor (siehe auch Klosterneuburger Mostwaage).
Das Stift besitzt darüber hinaus Grundbesitz in Klosterneuburg und Umgebung, im Bezirk Korneuburg und im Nordwesten Wiens, der verpachtet wird. Aus den eigenen Forsten stammt das Rohmaterial für ein unterirdisches Biomasseheizwerk, das in den letzten Jahren errichtet wurde und die Stiftsgebäude sowie einige kommunale Einrichtungen (etwa Rathaus und Krankenhaus) in Klosterneuburg beheizt.
Das Stift ist ganzjährig für Besucher geöffnet und zählt zu den wichtigsten Sehenswürdigkeiten des Landes Niederösterreich. Zahlreiche Thementouren bieten einen Einblick in verschiedene Bereiche des Klosters. Die beeindruckende Architektur und die reiche Kunstsammlung, aber auch Details zur Weinerzeugung werden präsentiert. Ein umfangreiches Veranstaltungsangebot (Konzerte, seit 1994 Opernfestspiele, Ausstellungen) sowie Gastronomiebetriebe runden das Angebot ab.
Seit 2019 ist das Stift Klosterneuburg Miteigentümer des Betriebs Klosterwald, der an sechs Standorten in Österreich, darunter auch in Klosterneuburg am Kahlenberg Naturbestattungen mit Urnen bei Bäumen anbietet.

## Architektur und Einrichtung

### Stiftskirche
Die Stiftskirche Mariä Geburt wurde 1114 vom Markgrafen Leopold III. gestiftet und 1136 geweiht. Die ursprüngliche Kirche bildete eine romanische dreischiffige Basilika mit Querhaus und unvollständigem Westwerk. Im 17. und beginnenden 18. Jahrhundert wurde die Kirche in drei Etappen barock umgestaltet. Daran beteiligt waren hoch angesehene Künstler wie Giovanni Battista Carlone, Pietro Maino Maderno, Peter Strudel, Antonio Bellucci, Matthias Steinl, Johann Michael Rottmayr und Santino Bussi. Berühmt ist auch die Orgel der Stiftskirche von 1642, die von Johann Freundt aus Passau errichtet wurde und eines der bedeutendsten Instrumente Österreichs ist.
Im späten 19. Jahrhundert baute der Architekt Josef Schömer die Stiftskirche nach Plänen und historistischen Idealvorstellungen von Friedrich von Schmidt unter Verwendung von neoromanischen und neugotischen Architekturformen um: Der bestehende barock-gotische Nordturm des 17. Jahrhunderts wurde neugotisch ergänzt; der Südturm abgetragen und ebenso neugotisch neu errichtet. Im Westwerk sowie an der Außenseite des Langhauses (Südwestfassade) nehmen neoromanische Ergänzungen mit Rundbogenfriesen und Halbrundsäulen als Lisenengliederung Bezug auf den romanischen Ursprungsbau von 1114.

### Kreuzgang

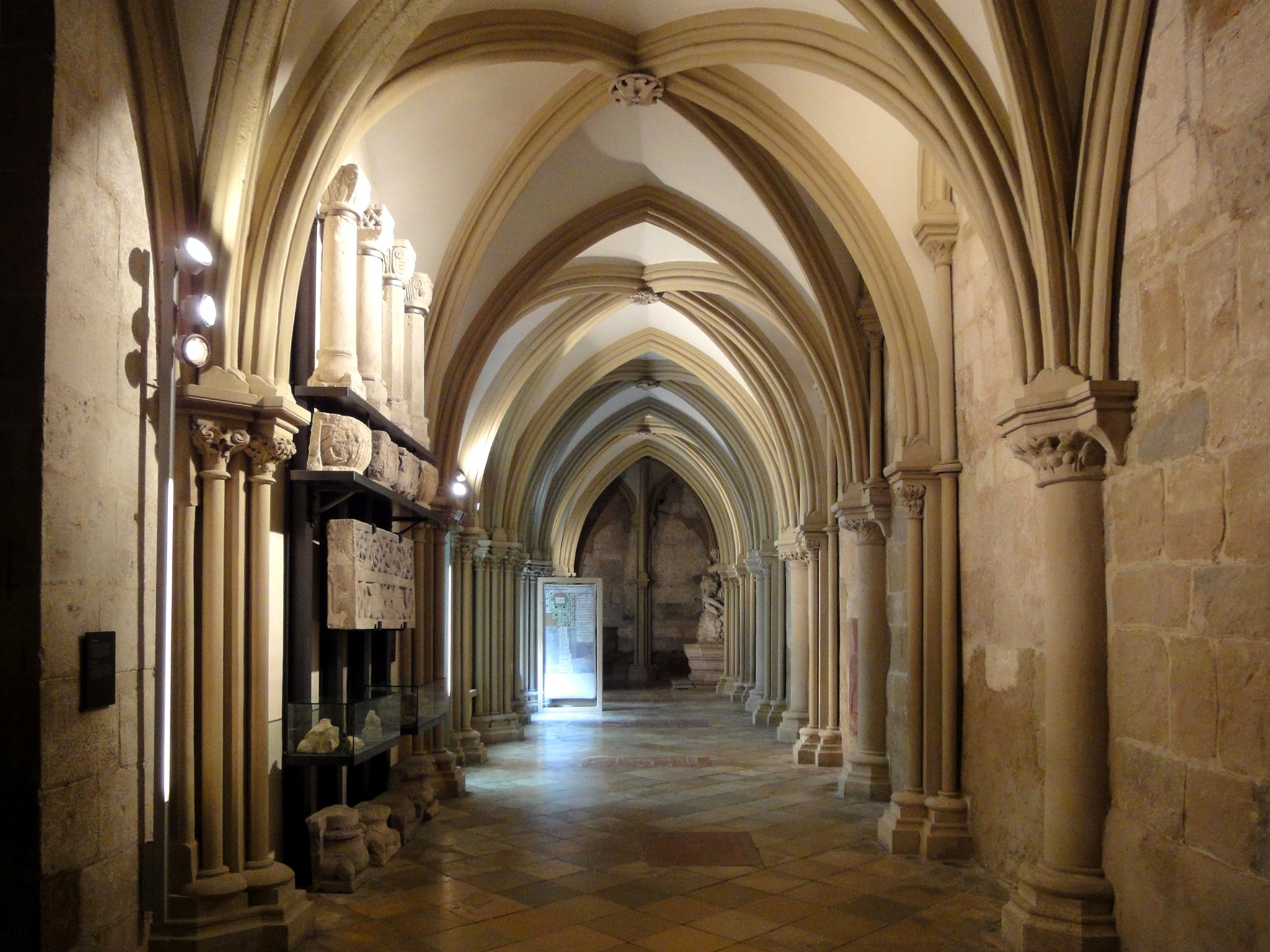
Kreuzgang des Stiftes Klosterneuburg

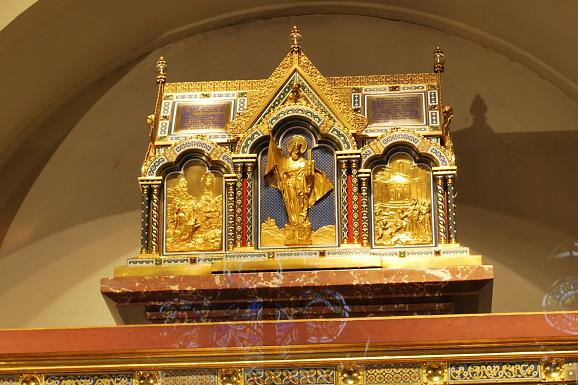
Reliquienschrein mit den Gebeinen des heiligen Leopold

Die noch erhaltenen mittelalterlichen Teile des Stiftes Klosterneuburg befinden sich nordwestlich der Stiftskirche. Besonders beeindruckend ist der Kreuzgang, der zwischen 1250 und 1350 entstand und mit einem sechsteiligen Kreuzrippengewölbe versehen wurde. Nach dem katastrophalen Brand von 1330 wurde er ursprünglich mit wertvollen Glasmalereien ausgestattet, von denen sich heute noch einige Fragmente im Stiftsmuseum und in der Leopoldskapelle erhalten haben. Der Kreuzgang wurde zwischen 1869 und 1881 restauriert.
Östlich des Kreuzganges schließt der ehemalige Kapitelsaal (heutige Leopoldskapelle) an, unter dem sich die Gruft befindet, in der Stifter Markgraf Leopold III. und dessen Gemahlin Agnes beigesetzt sind. Nach der Heiligsprechung des Markgrafen 1485 entwickelte sich dieser Raum zu einer wichtigen Wallfahrtsstätte. Der Raum wurde 1677–1680 mit Stuck von Jakob Schlag und Fresken von Johann Christoph Prandtl ausgestattet. Die Deckenszenen zeigen verschiedene Wunder, die sich unter Mitwirkung des heiligen Leopold ereignet haben sollen. In diesem Raum ist zudem der berühmte Verduner Altar von 1181 aufgestellt, über dem 1936 ein Reliquienschrein für die Gebeine des heiligen Leopold angebracht wurde. In der Kapelle wird alljährlich am und um den Todestag des Heiligen (15. November) seine Schädelreliquie präsentiert.

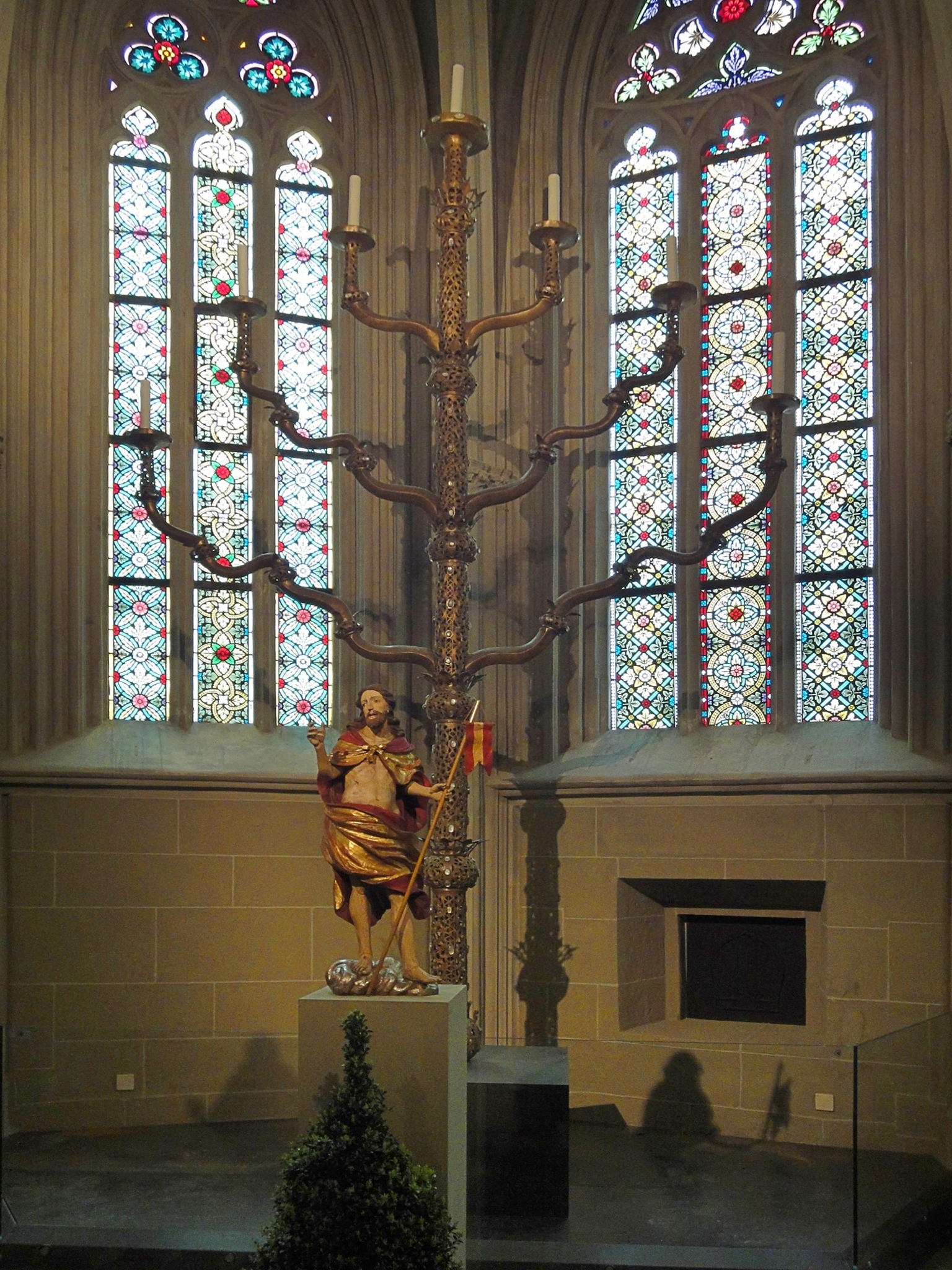
Siebenarmiger Leuchter

An der Nordseite des Kreuzganges findet sich das ehemalige Brunnenhaus, das über neuneckigem Grundriss errichtet wurde und ursprünglich ein Wasserbecken aufnahm. Seit dem 20. Jahrhundert steht hier der siebenarmige Leuchter, der um 1135 entstand und somit das älteste erhaltene Ausstattungsstück der Stiftskirche darstellt. Ursprünglich stand er im Presbyterium der romanischen Stiftskirche und erst bei der Barockisierung der Kirche wurde er von dort entfernt. Er wurde vermutlich in Verona in Bronze gegossen und vom markgräflichen Paar dem Stift vermacht. In den Quellen wird der Leuchter wegen seiner baumartigen Form als „Sambucus“ (Holunderbaum) bezeichnet – man nahm an, dass im Inneren des Leuchters Reste jenes Holunderbaumes eingearbeitet waren, auf dem der sagenhafte Schleier der Agnes gefunden wurde. Tatsächlich aber hat das Aussehen des Leuchters theologische Hintergründe. Die Form der jüdischen Menorah ist hier gezielt im christlichen Sinne zur „Wurzel Jesse“ (dem Stammbaum Christi) umgedeutet worden, wobei die sieben Arme die sieben Gaben des Heiligen Geistes symbolisieren.
In der Südwestecke des Kreuzganges findet sich schließlich die Wehinger-Kapelle (auch Freisinger-Kapelle), die 1394 geweiht wurde. Sie dient als Grabstätte für die Brüder Berthold (Bischof von Freising, † 1410) und Reinhard von Wehingen († 1394). Die Kapelle wurde allerdings im 17. Jahrhundert deutlich verkleinert und im 19. Jahrhundert umgestaltet. Bis auf einige architektonische Elemente haben nur die qualitätvollen Grabmäler der mittelalterlichen Auftraggeber überdauert.

### Leopoldihof (Kuchlhof)

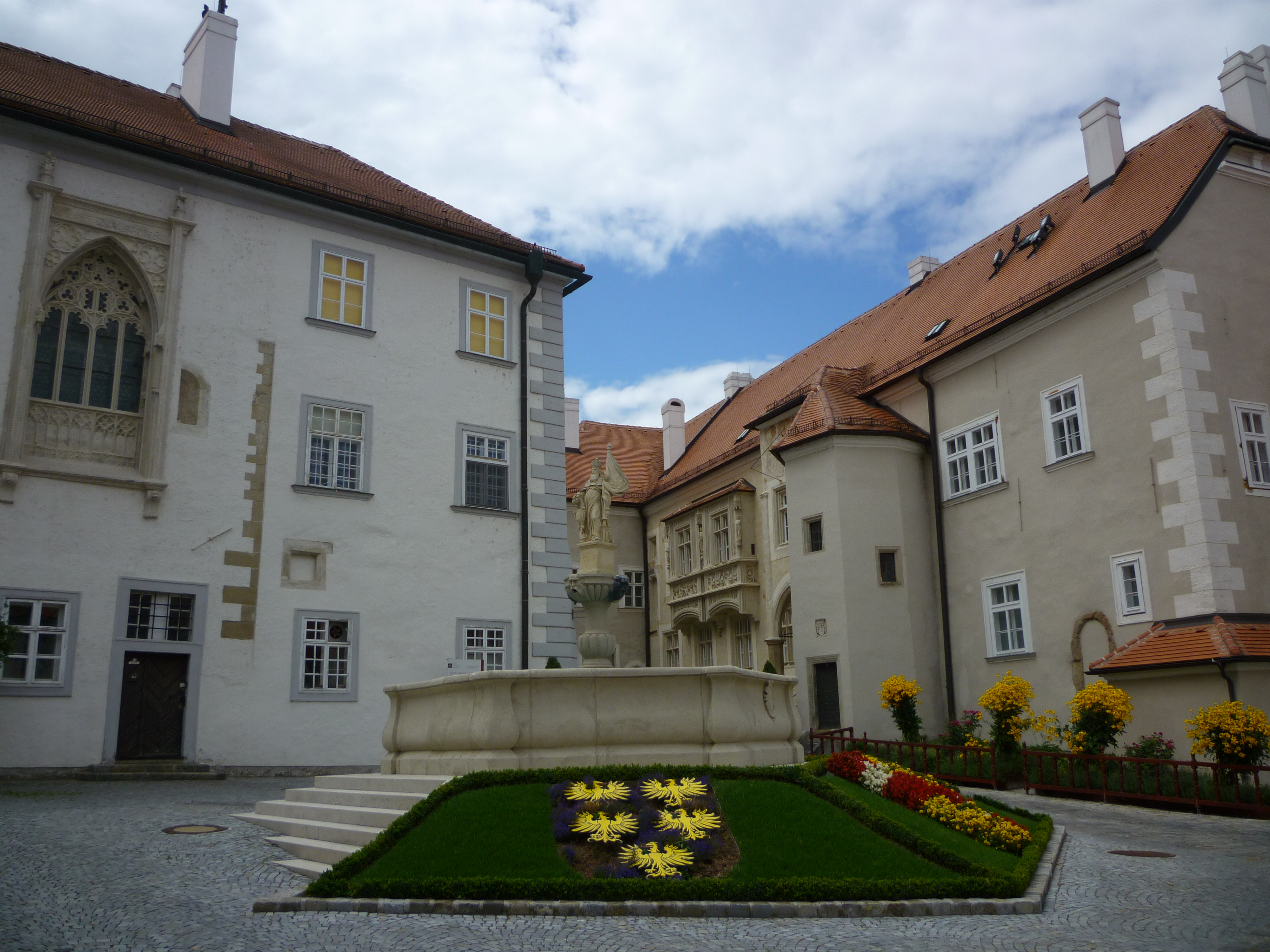
Leopoldihof

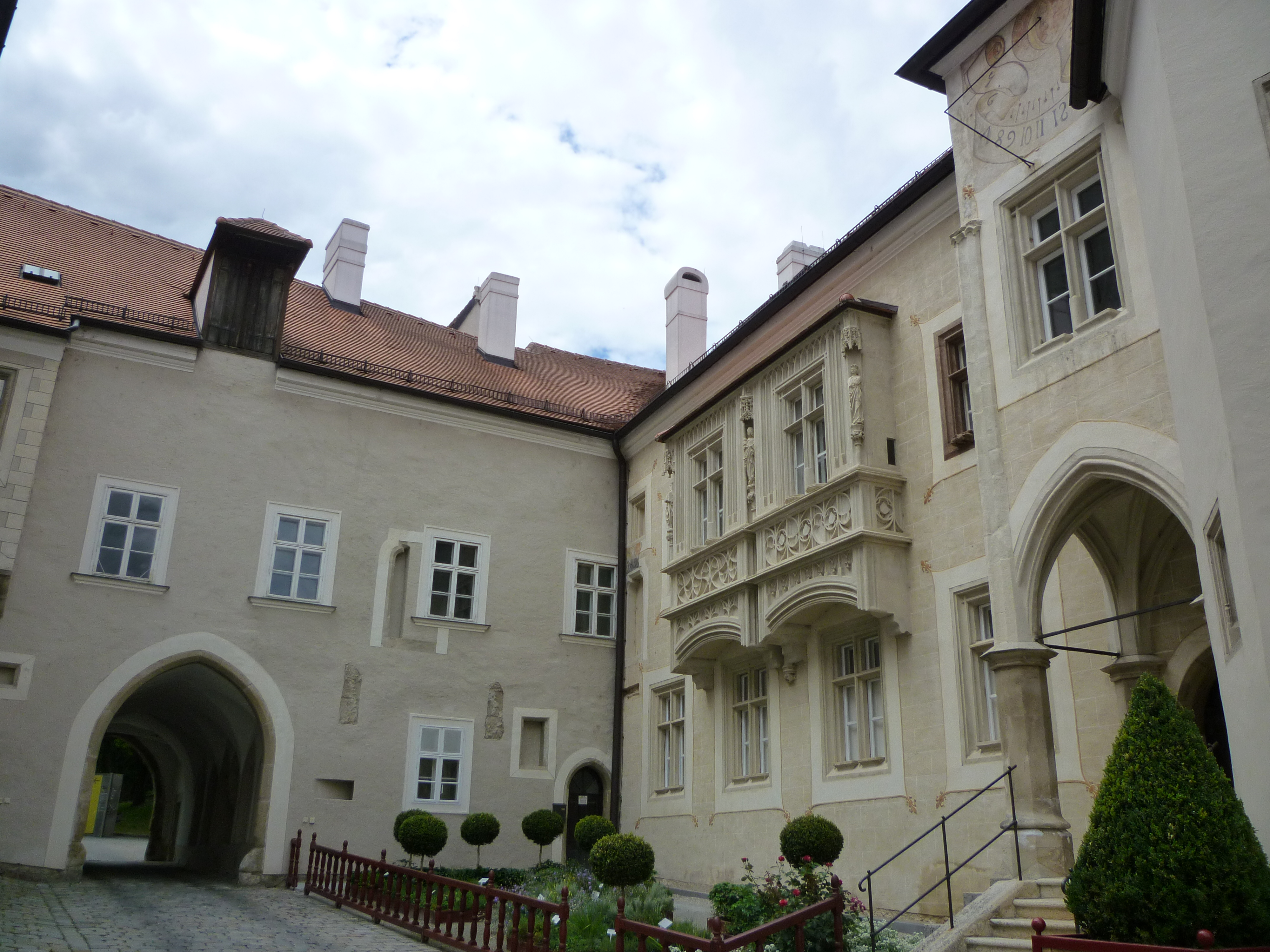
Ehem. Markgrafenburg Leopolds III. mit spätgotischem Erker

Westlich des Kreuzganges schließen weitere Bereiche des Altstiftes an, die sich um den Leopoldihof gruppieren. Da sich hier einst die Stiftsküche befand wird dieser Innenhof auch „Kuchlhof“ genannt. Betreten wird er durch eine gotische Torhalle aus dem 14. Jahrhundert mit beidseitigen Sitznischen. Gleich dahinter an der westlichen Seite findet sich der ehemalige, zweigeschoßige Palast des Markgrafen Leopold III., der zu Beginn des 12. Jahrhunderts errichtet wurde und dem markgräflichen Paar als Residenz diente. In späterer Zeit wurde dieser Bau mehrfach umgebaut. So kamen im späten 15. Jahrhundert etwa der gotische Erker, die Vorhalle und die Kreuzstockfenster hinzu. 1860 wurde hier schließlich die neu gegründete Obst- und Weinbauschule eingerichtet, aus der sich schließlich die Klosterneuburger Weinbauschule entwickelte. Heute ist hier das Stiftsarchiv untergebracht.
Auf der gegenüberliegenden Seite befindet sich die Alte Prälatur, die ebenfalls im 12. Jahrhundert errichtet wurde und ursprünglich frei stand. Erst Anfang des 17. Jahrhunderts erhielt sie ihr heutiges Aussehen. Zur gleichen Zeit entstand der den nördlichen Bereich des Hofes einnehmende Neue Fürstentrakt, der zur Unterbringung hochstehender Persönlichkeiten gedacht war. In der östlichen Ecke findet sich der heutige Augustinus-Saal (das ehem. Refektorium), der schon 1508 errichtet und 1725 vollkommen umgestaltet wurde. Heute wird dieser Raum für Veranstaltungen und Konzerte genutzt. Der in der Mitte des Hofes aufgestellte Brunnen stammt von 1592, wobei die Figur des heiligen Leopold erst 1680 geschaffen wurde.

### Barocker Kaisertrakt

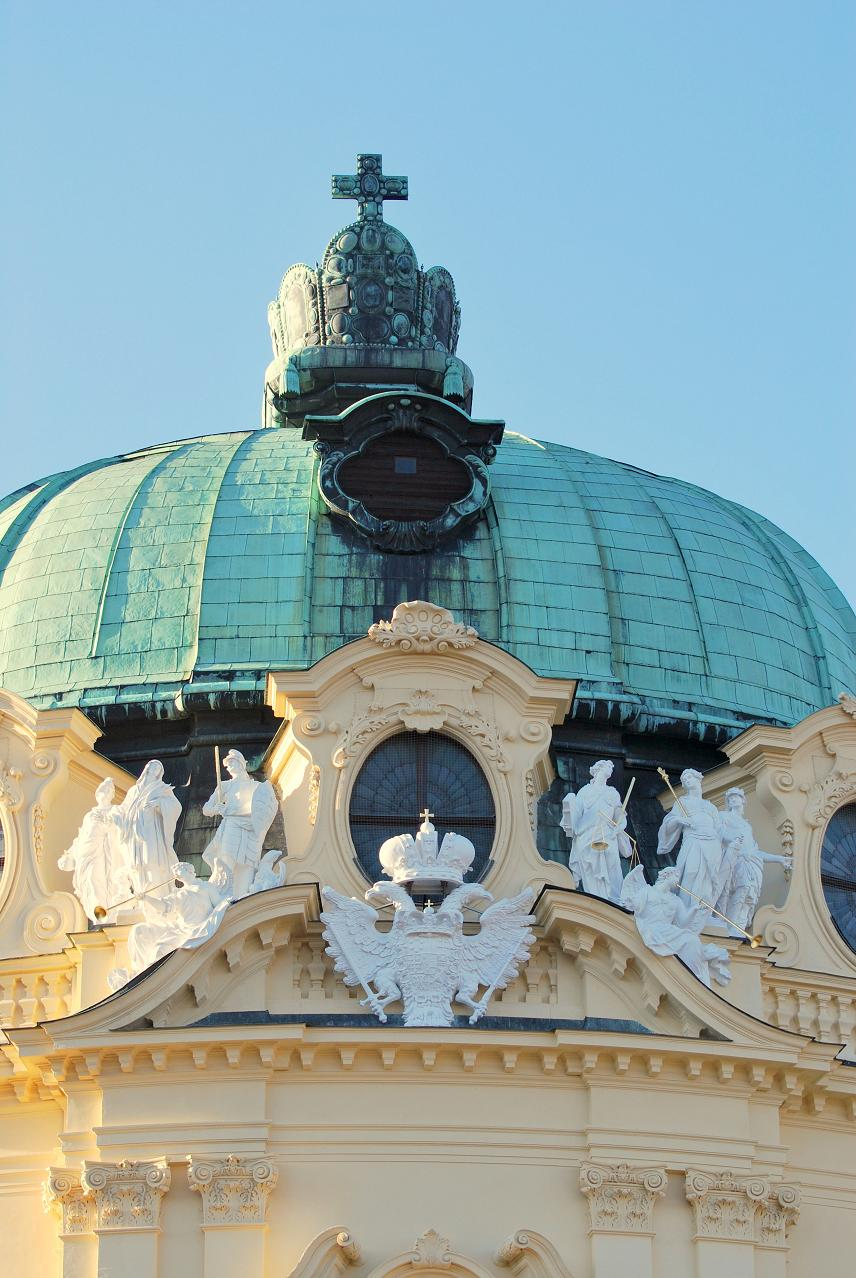
Stift Klosterneuburg, Detail der Ostfassade

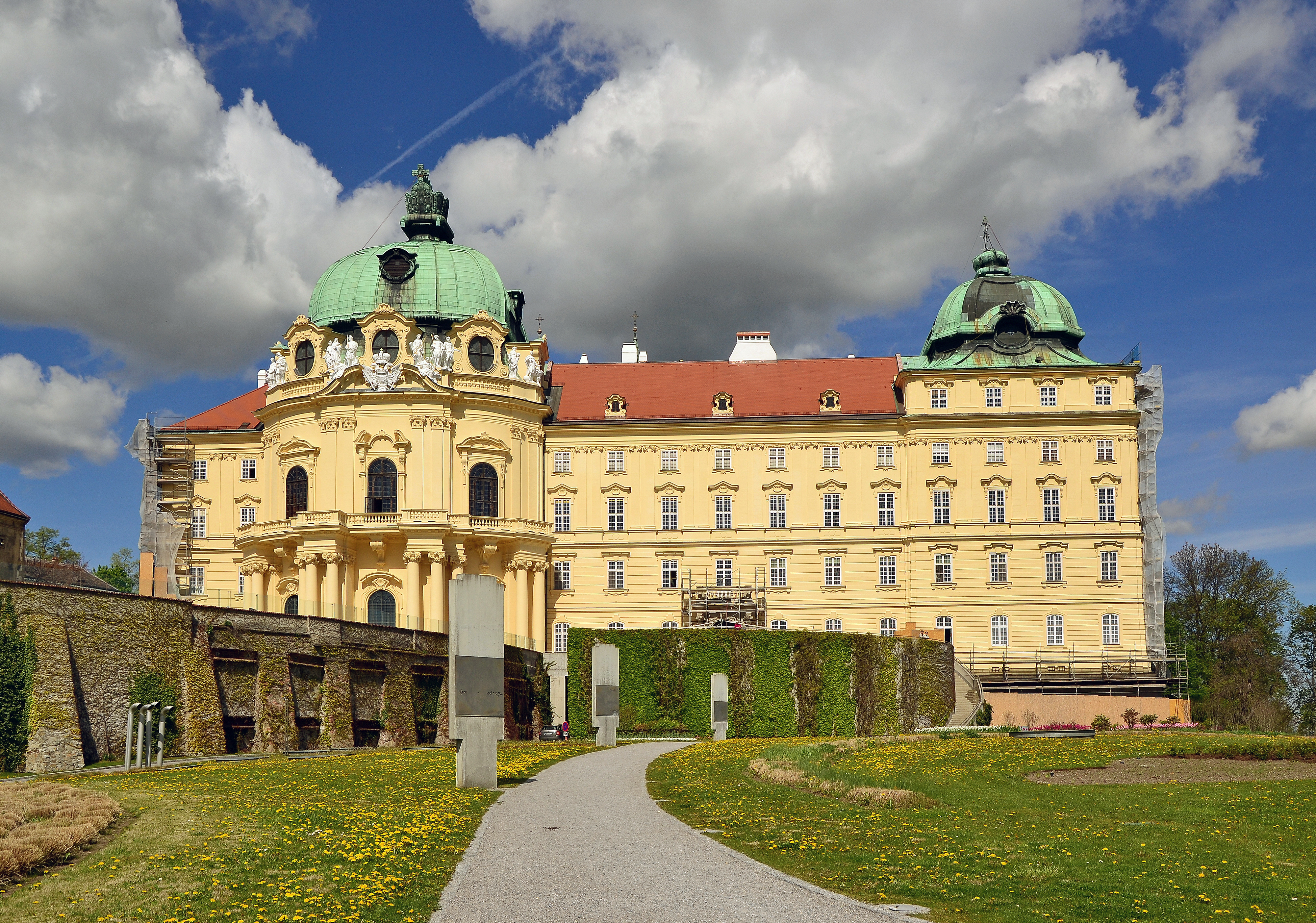
Barocker Kaisertrakt

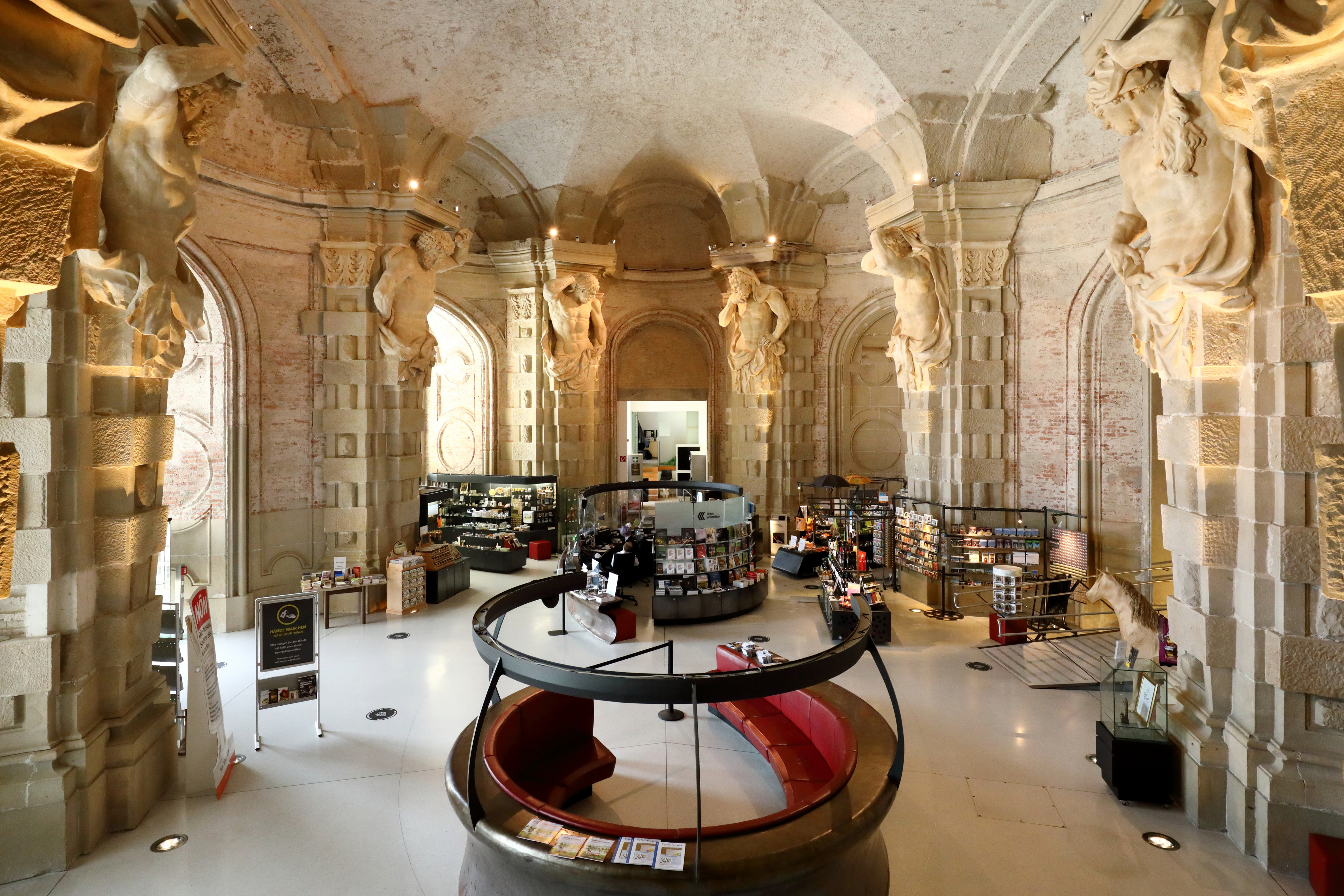
Sala terrena

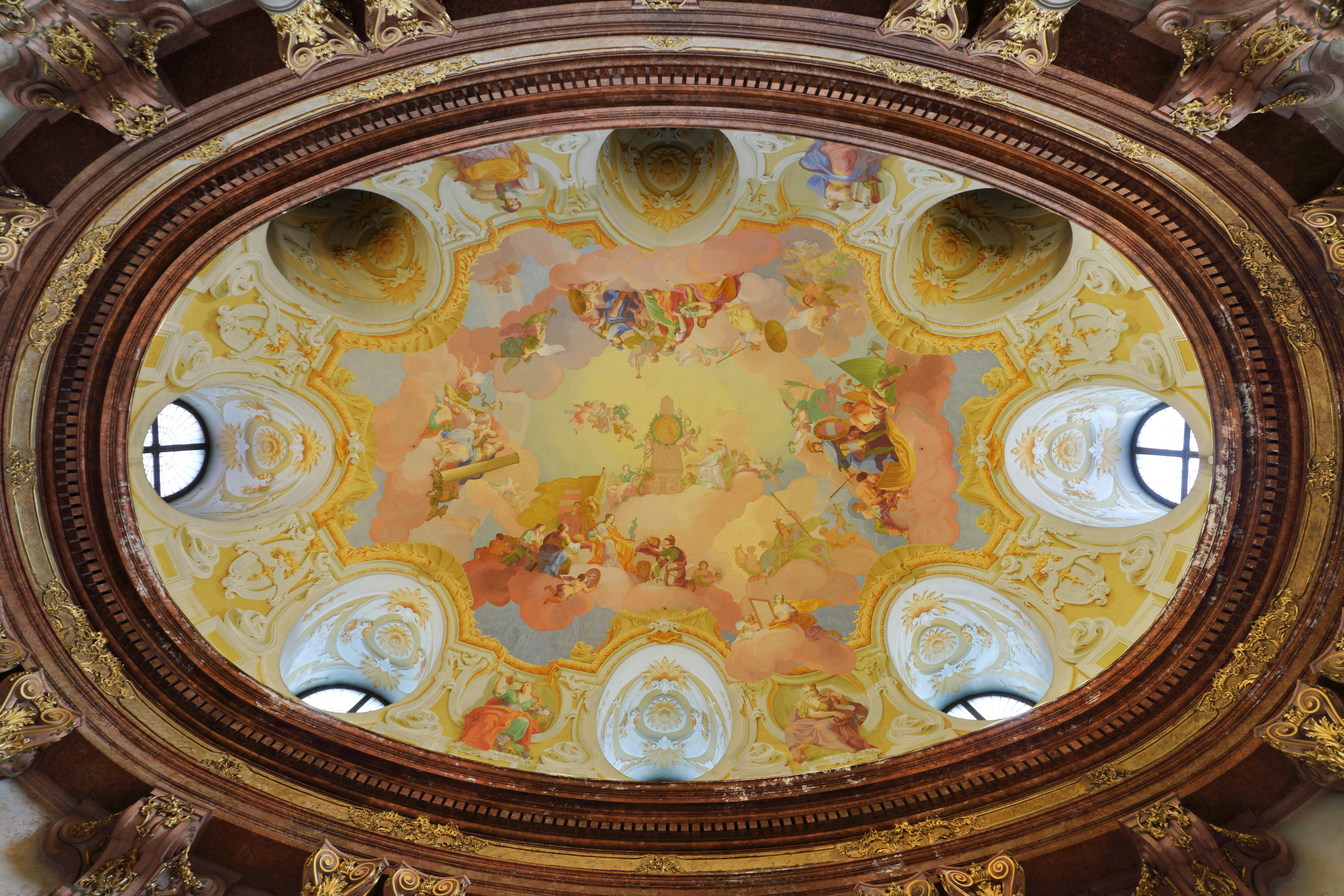
Deckenfresko im Marmorsaal von Daniel Gran

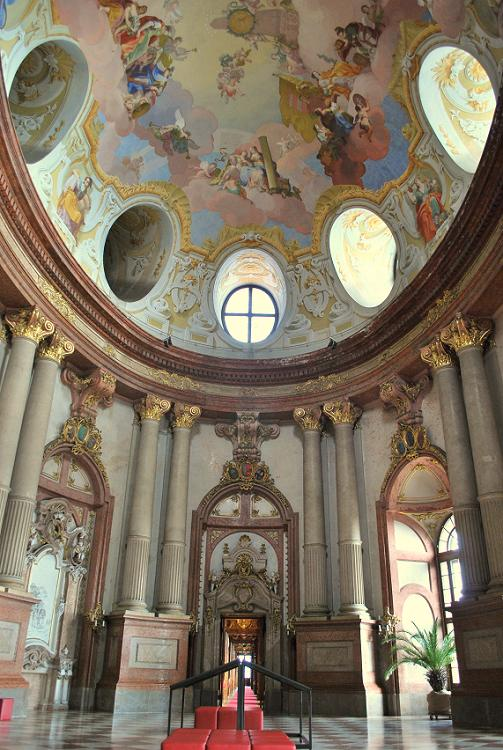
Marmorsaal des Stiftes Klosterneuburg

Das barocke Stift sollte ab 1730 nach Plänen von Donato Felice d’Allio und Joseph Emanuel Fischer von Erlach als Klosterresidenz für Kaiser Karl VI. monumental ausgebaut werden. Als der Kaiser jedoch 1740 unerwartet starb, kam es zu einem abrupten Baustopp. Zu diesem Zeitpunkt war nur ein Achtel der geplanten Anlage errichtet worden. Erst 1834–1842 konnte einer der begonnenen Höfe (sog. Kaiserhof) nach Plänen von Joseph Kornhäusel fertiggestellt werden, wodurch zumindest ein Viertel des geplanten „österreichischen Escorials“ fertig wurde.
Die äußeren Fassaden haben typisch barocken Charakter und sind reich gegliedert – besonders die Ostfassade. Deren ursprünglich als Gebäudemitte geplanter Bereich schwingt sich konvex nach vorne und nimmt einen vorgeblendeten Balkon, monumentale Säulen und eine riesige Kuppel mit der Reichskrone auf. Die zweite, über dem nordöstlichen Eckpavillon angebrachte Kuppel zeigt hingegen den Österreichischen Erzherzogshut.
Die unvollendete Sala Terrena in der Mitte des Osttraktes dient heute als Besucherempfang und bietet einen interessanten Einblick in eine barocke Baustelle. Dieser Raum sollte als eine Art Grotte oder Gartensaal ausgestaltet werden, für die der kaiserliche Hofbildhauer Lorenzo Mattielli um 1735 die monumentalen männlichen Trägerfiguren (Atlanten) schuf.
Im ersten Obergeschoß des Osttraktes befinden sich die Kaiserappartements, die über die gewaltige Kaiserstiege zugänglich sind. Von hier aus gelangt man in den Marmorsaal, der im unteren Bereich durch kolossale Säulen gegliedert wird. Das Deckenfresko die Glorie des Hauses Österreich wurde 1749 von Daniel Gran gemalt. Es verherrlicht die Majestät Österreichs und die einst in Österreich regierenden Dynastien, d. h. Babenberger, Habsburger und das Haus Habsburg-Lothringen. Der vollständige Titel lautet: Ehre, Ruhm und Majestät des Hauses Österreich, im Babenbergischen Stamme angefangen, im Habsburgischen Hause mehr erhöht und im Lotharingischen befestiget. Das Fresko zeigt mehrere Gruppen:
- In der Mitte ein Obelisk mit der Darstellung des heiligen Markgrafen Leopold III.
- Allegorie die österreichische Majestät. Einer weiblichen Figur als Allegorie der österreichischen Majestät (Maria Theresia gleichzusetzen) werden die drei wichtigsten Kronen der Habsburger präsentiert: die römisch-deutsche Kaiserkrone, die ungarische Stephanskrone, und die böhmische Wenzelskrone.
- Allegorie die österreichische Tapferkeit. Sie wird von Leopold V. repräsentiert, der mit dem österreichischen Bindenschild über die Türken triumphiert.
- Allegorie die österreichische Klugheit und Standhaftigkeit. Die Klugheit ist durch eine Frau mit der Schlange symbolisiert, während die Standhaftigkeit mit einer Säule eine vielköpfige Hydra zerdrückt.
- Die Vereinigung der Häuser Habsburg und Lothringen wird durch das Herrscherpaar Maria Theresia und Franz Stephan von Lothringen verkörpert.

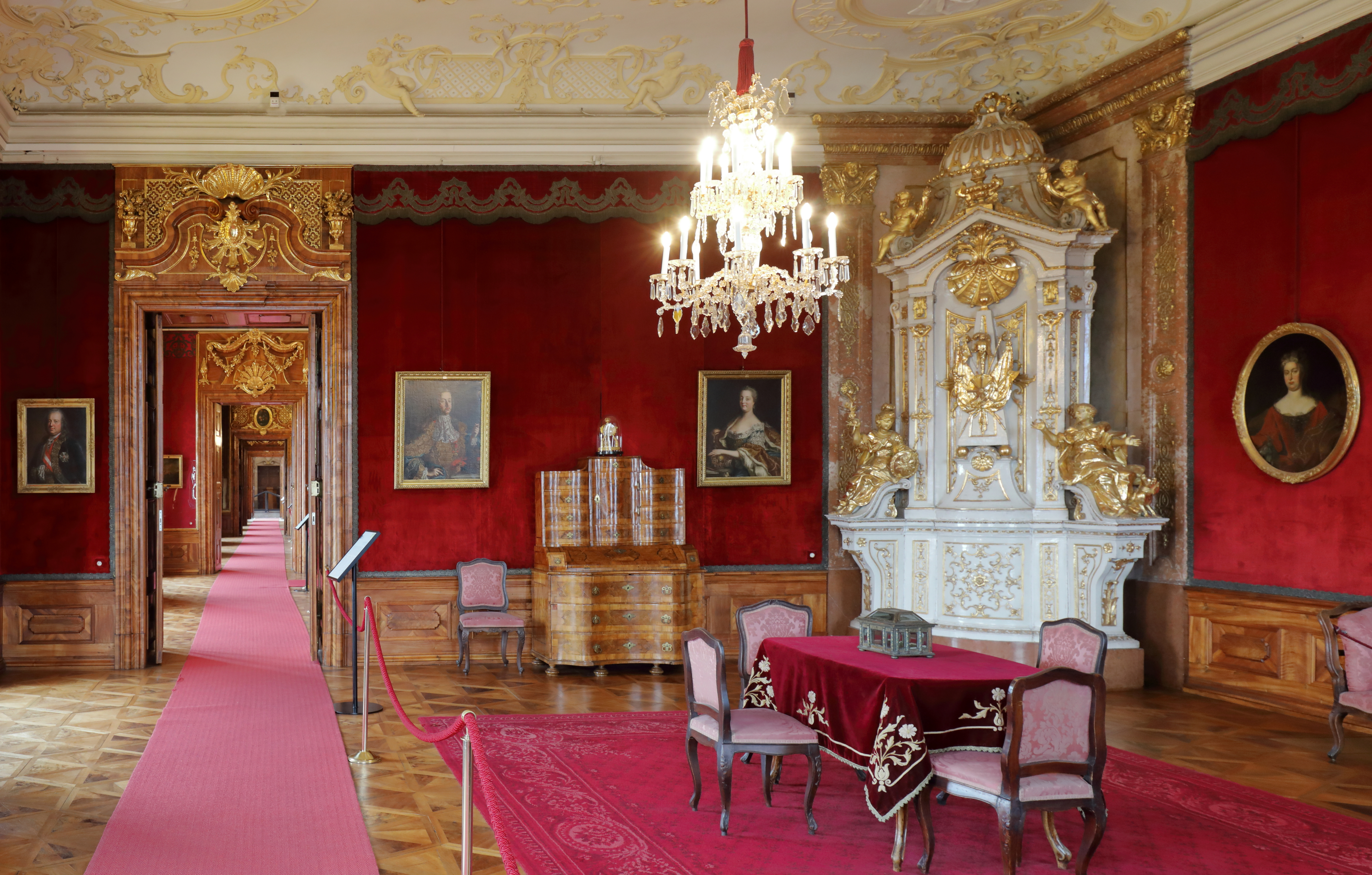
Arbeitszimmer im Kaisertrakt

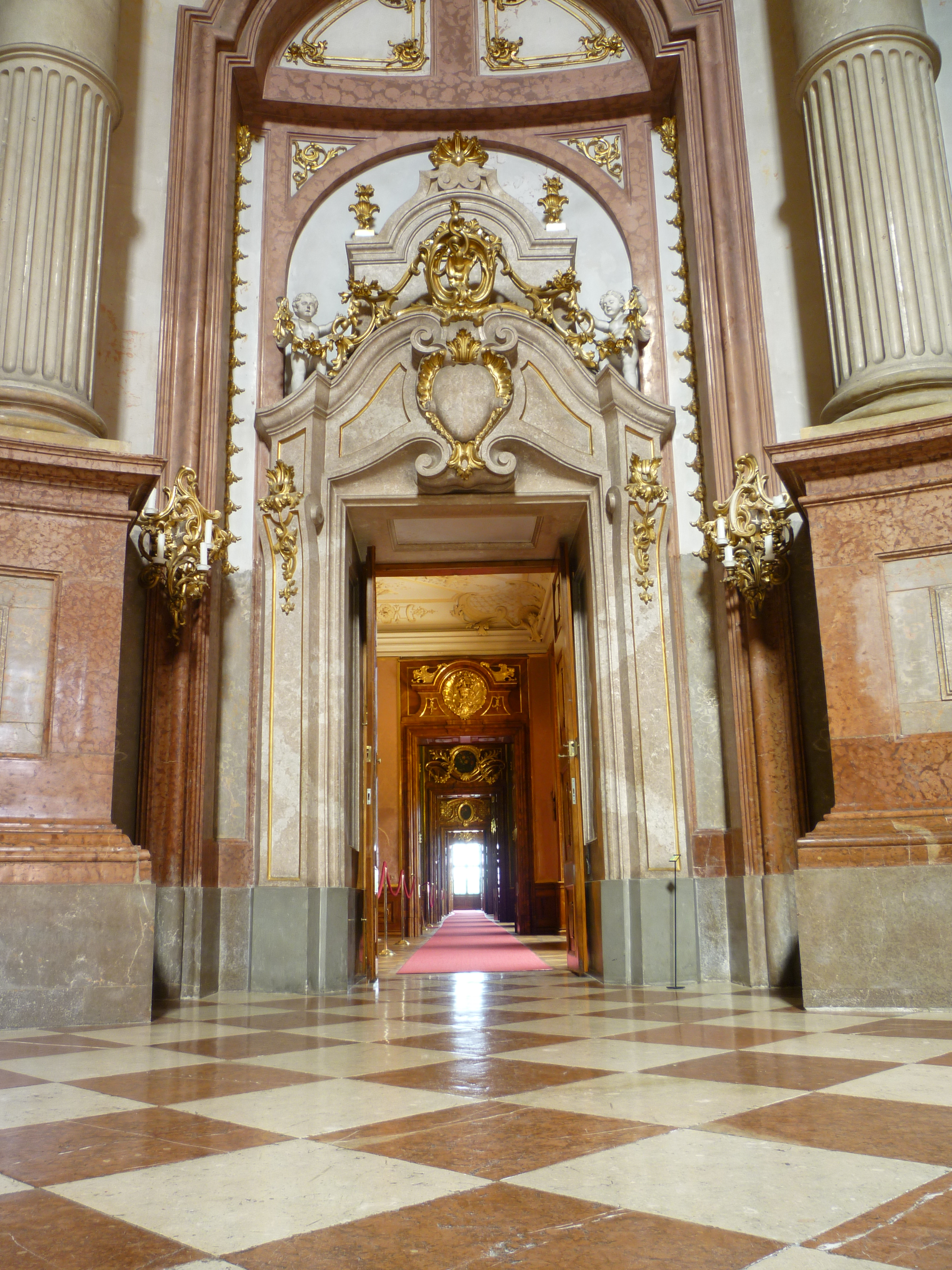
Enfilade der Kaiserzimmer

In nördlicher Richtung schließen die Wohnräume Kaiser Karls VI. an, die noch zu Lebzeiten des Kaisers fertiggestellt wurden. An der prunkvollen Ausstattung waren neben d'Allio auch die Brüder Santino und Gaetano Bussi beteiligt. Die Ikonografie der Ausstattung ist hierbei gänzlich auf Karl VI. und sein Motto Constantia et Fortitudine („mit Beständigkeit und Tapferkeit“) zugeschnitten. So stellen die Kaminreliefs und der Deckenstuck verschiedene, dementsprechende Allegorien und Tugenden dar. Im Tafelzimmer zeigt der Stuck beispielsweise das „Gastmahl der Königin von Saba bei König Salomon“, das neben der Raumfunktion auch auf die Klugheit des Kaisers anspielen soll. Im selben Raum stechen darüber hinaus die Tapisserien aus der Brüsseler Werkstatt des Urbain Leyniers heraus, die Szenen aus dem Roman „Télémaque“ von François Fénelon zeigen. Allerdings verbrachte Karl VI. in diesen Räumen nur eine einzige Nacht vom 14. auf den 15. November 1739 – im nächsten Jahr war er bereits verstorben.

### Gebäude des Stiftsplatzes
Südlich des Stiftes erstreckt sich ein weitläufiger Platz, in dessen Mitte sich die sog. Tutz-Säule befindet. Eine gotische Lichtsäule, die 1381 vom Klosterneuburger Bürger Michael Tutz als Pestsäule gestiftet wurde und einst den sie umgebenden Friedhof beleuchtete. Sie wurde wahrscheinlich von Michael Knab gefertigt, der auch am Wiener Stephansdom mitwirkte, und zeigt Szenen aus der Passion Christi.
In der südwestlichen Ecke des Platzes findet sich der sog. Binderstadel. Eine spätgotische Halle, die um 1500 errichtet wurde und in der seit 1704 das berühmte Riesenfass (56 000 Liter) steht, über das man der Tradition des „Fasselrutschens“ entsprechend alljährlich am Leopoldifest (15. November) hinunter rutscht.
In einem Wanderführer aus dem Biedermeier, dem Werk „Wien’s Umgebungen auf zwanzig Stunden im Umkreise“ von Adolf Schmidl aus dem Jahre 1835, wird auch diese Binderei mit dem Riesenfass beschrieben:
Die Binderei ist ein hohes Gewölbe, welches in einer seiner besonderen Seitenabtheilungen das Riesenfaß enthält. es wurde 1704 unter dem Kellermeister Johann Kees im Stifte von den damaligen Stiftsbindern vollendet, hält 999 Eimer, und ein Eimerfäßchen, welches auf dem Spunde liegt, macht das Tausend voll. […] Es ist mit einem Gerüste umgeben, auf welchem man auf der rechten Seite bis zum Spunde hinaufsteigt, und dann jenseits herab rutschrt, so will es das Kellerrecht.
In unmittelbarer Nähe befindet sich auch die Sebastianikapelle, die 1421 geweiht wurde. 1787 wurde sie allerdings entweiht und zu einem Schuppen umgebaut, obwohl darunter nur kurze Zeit zuvor eine neue Chorherren-Gruft eingerichtet worden war. Erst 1965 wurde sie nach Plänen von Wilhelm Zotti wieder zu einer Kapelle ausgebaut. Deren Vorraum wird hierbei durch den Kapitelsaal des Klosters St. Bernhard bei Horn (um 1270) gebildet, der dort abgetragen und in Klosterneuburg wieder aufgebaut wurde.
Im südlichen Areal des Platzes finden sich noch Reste der Pfalzanlage Leopolds VI., zu der auch die Capella Speciosa (1222 geweiht) zählte. Bis heute sind noch einige Mauern und Fundamente dieser Anlage zu sehen.
Im östlichen Bereich des Stiftsplatzes findet sich schließlich die ehem. Chorfrauenkirche. Sie stellt den einzigen Rest des Frauenstiftes dar, das 1133 gleichzeitig mit der Einführung der Augustiner-Chorherren gegründet worden war. Die Kirche wurde im 14. Jahrhundert umgebaut, stand aber nach dem Tod der letzten Chorfrau 1568 leer. 1722 wurde sie entweiht und in zwei Geschoße unterteilt, die heute wirtschaftlich genutzt werden.

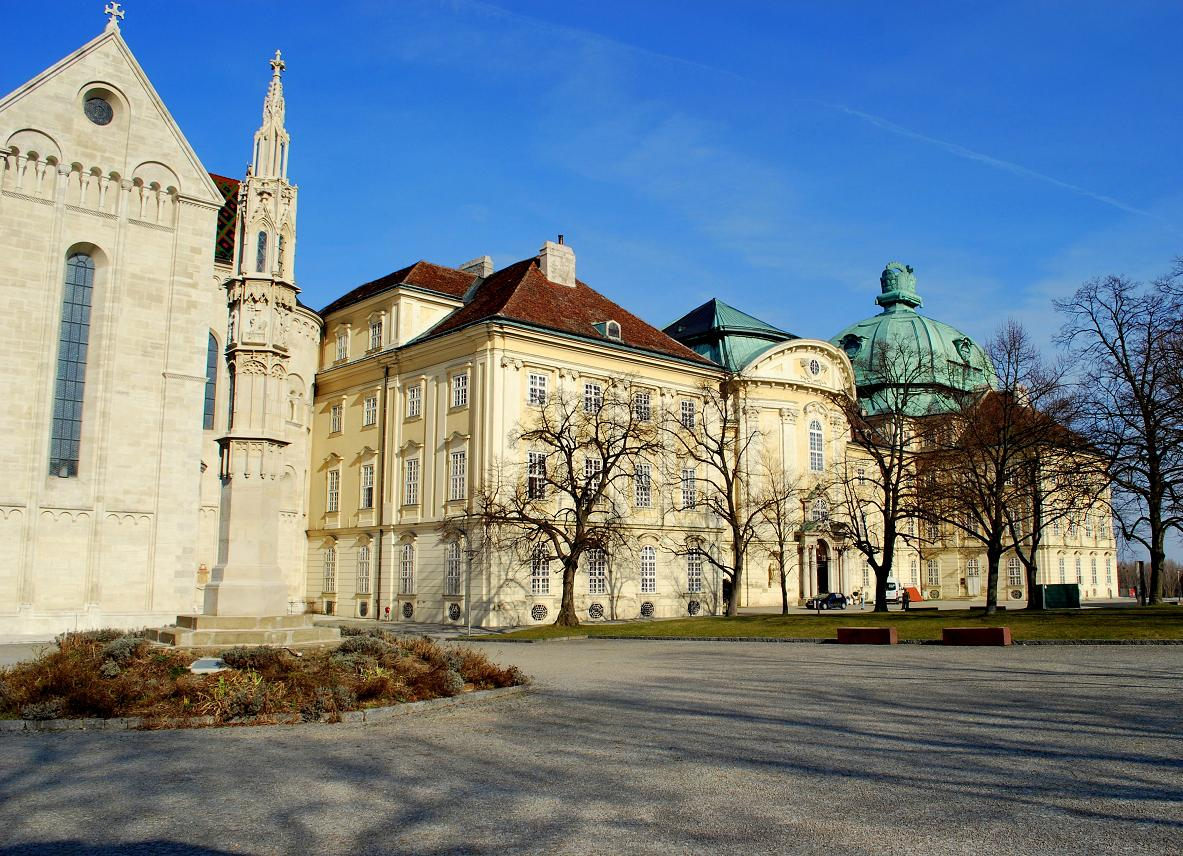
Stiftsplatz mit Tutzsäule im Vordergrund.
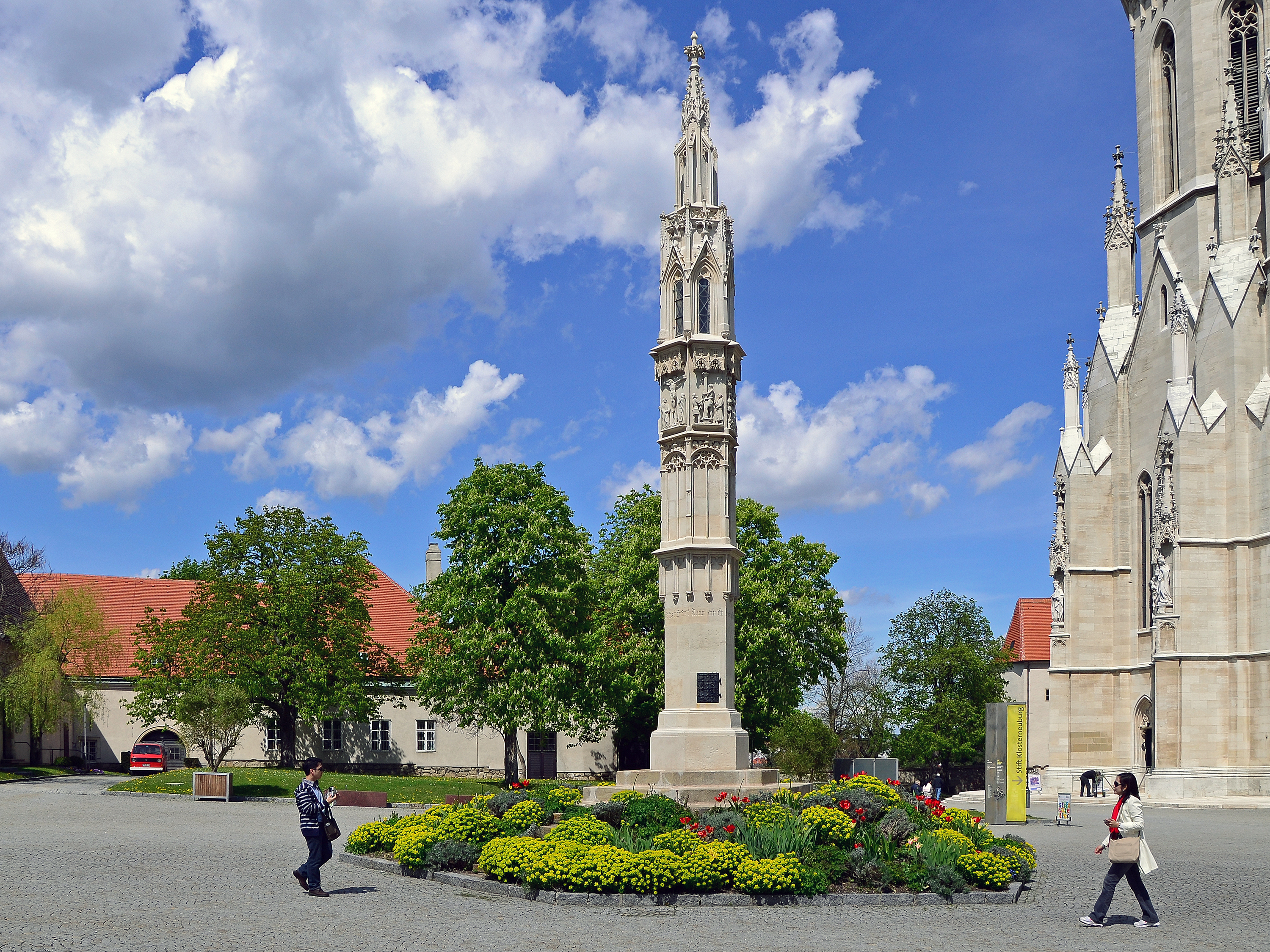
Tutzsäule mit Binderstadel im Hintergrund.
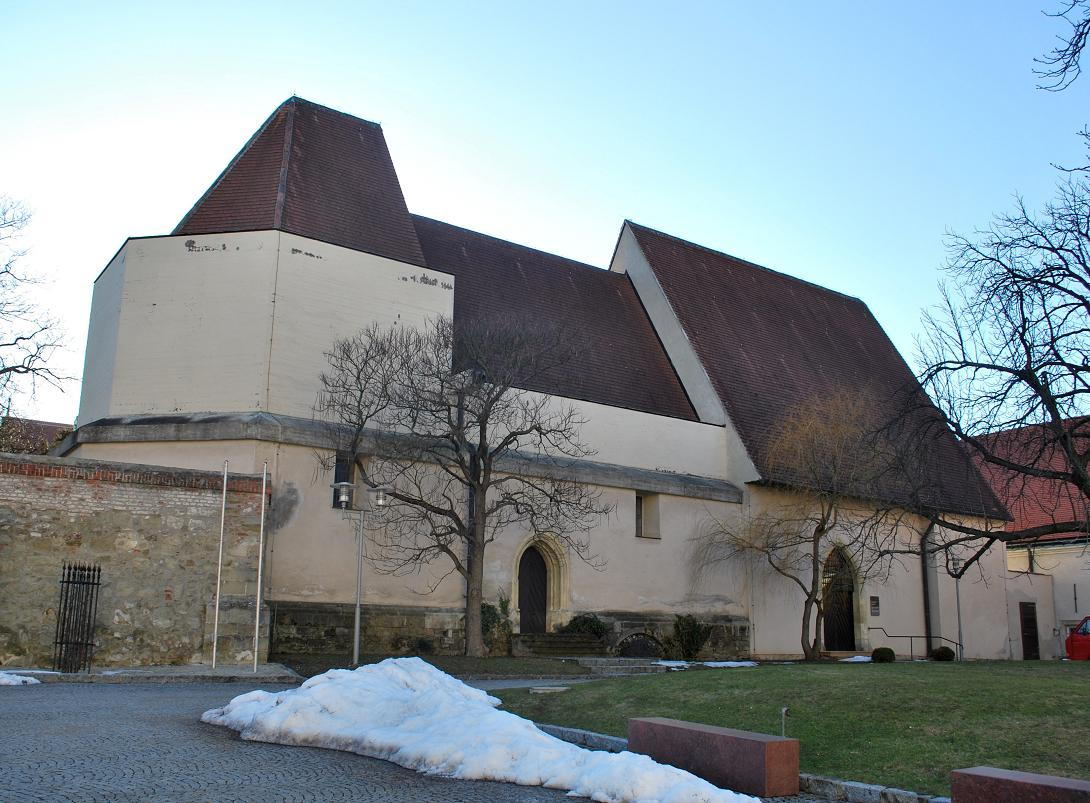
Sebastianikapelle.
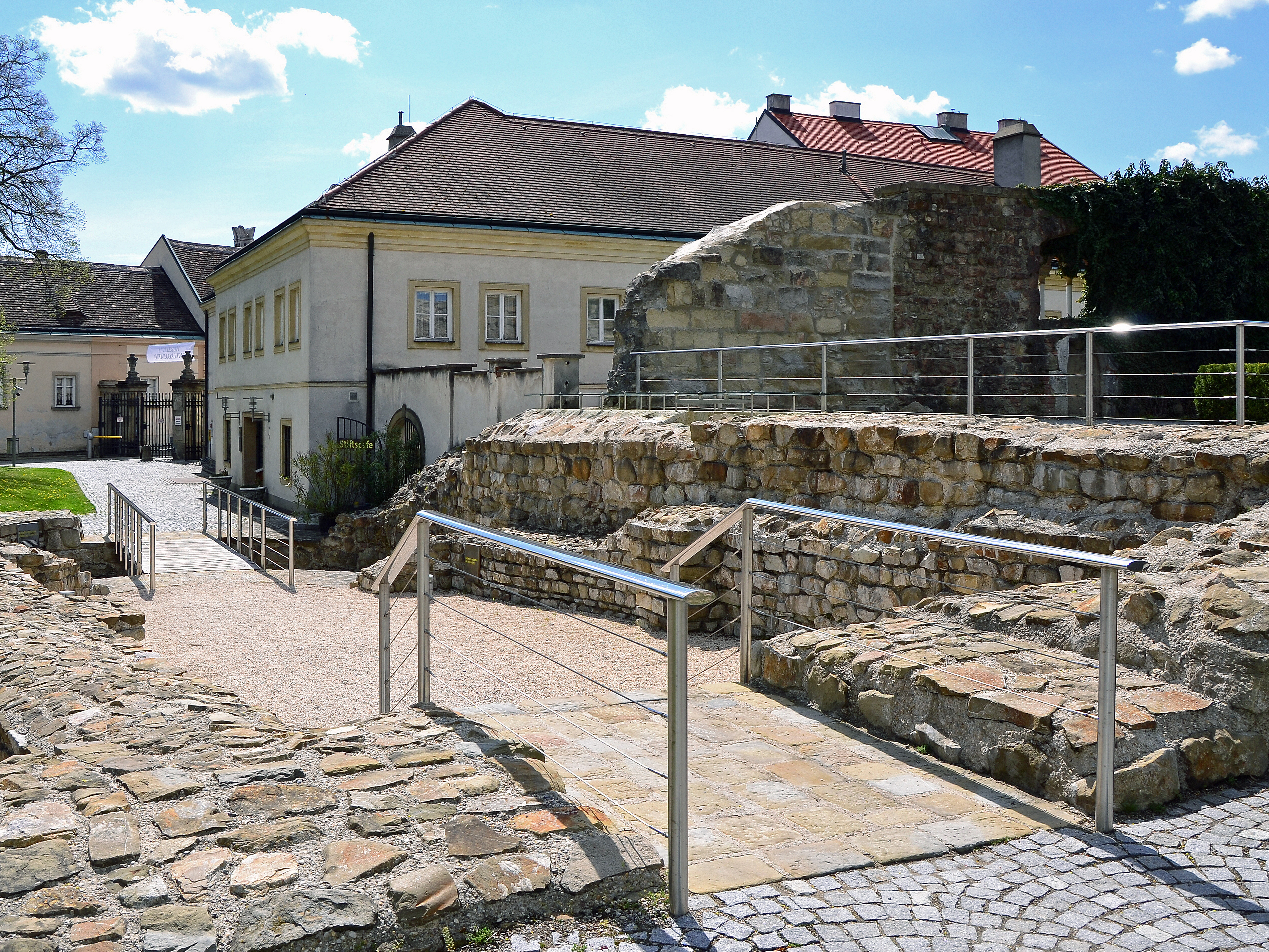
Reste der Capella Speciosa.

## Kunstsammlung und Museum
Das Stiftsmuseum zählt zu den ältesten Museen der Welt. Es wurde bereits 1774 von Propst Ambros Lorenz (1772–1781) begründet und ist vor allem für seine Sammlung mittelalterlicher Kunst bekannt. Zu den wichtigsten Werken zählen der Verduner Altar, der sog. große Albrechtsaltar (um 1438), Werke von Rueland Frueauf d. J. (um 1500), sowie der Babenberger-Stammbaum (um 1490). Darüber hinaus beherbergt das Museum bedeutende Beispiele gotischer Skulptur, etwa die berühmte „Klosterneuburger Madonna“ (um 1300).
In der (seit 2011 zugänglich gemachten) Schatzkammer wird eine besonders kostbare Auswahl an Elfenbeinarbeiten, Goldschmiedearbeiten und Paramenten vom Mittelalter bis ins 20. Jahrhundert gesondert präsentiert. Darunter befindet sich u. a. der Österreichische Erzherzogshut, die sog. Schleiermonstranz (1714), sowie Objekte, die mit dem heiligen Leopold in Verbindung gebracht werden. Eine Besonderheit stellen auch die historischen Schatzkammerschränke dar, die 1677 gefertigt wurden und in die Neugestaltung integriert wurden.
In späteren Jahrhunderten sammelte das Stift vor allem Darstellungen des heiligen Leopold und Ansichten des Stiftes Klosterneuburg. Darunter befinden sich auch Werke des jungen Egon Schiele. In den letzten Jahren verschob sich der Fokus der Sammeltätigkeit zunehmend auf moderne und zeitgenössische kirchliche Kunst.
Einen beachtlichen Zuwachs erfuhr die Kunstsammlung im Jahre 2011 durch den Nachlass von Alfred Sammer, der Gemälde, Grafiken und Skulpturen vom Mittelalter bis zum 20. Jahrhundert umfasst. Darunter finden sich u. a. Werke von Josef Mikl und Markus Prachensky.
Mit dem 2008 begonnenen St.-Leopold-Friedenspreis zeichnet das Stift Klosterneuburg zeitgenössische Künstler aus. Das jeweilige Thema des Wettbewerbes verbindet einen religiösen Hintergrund mit humanitärem Engagement.

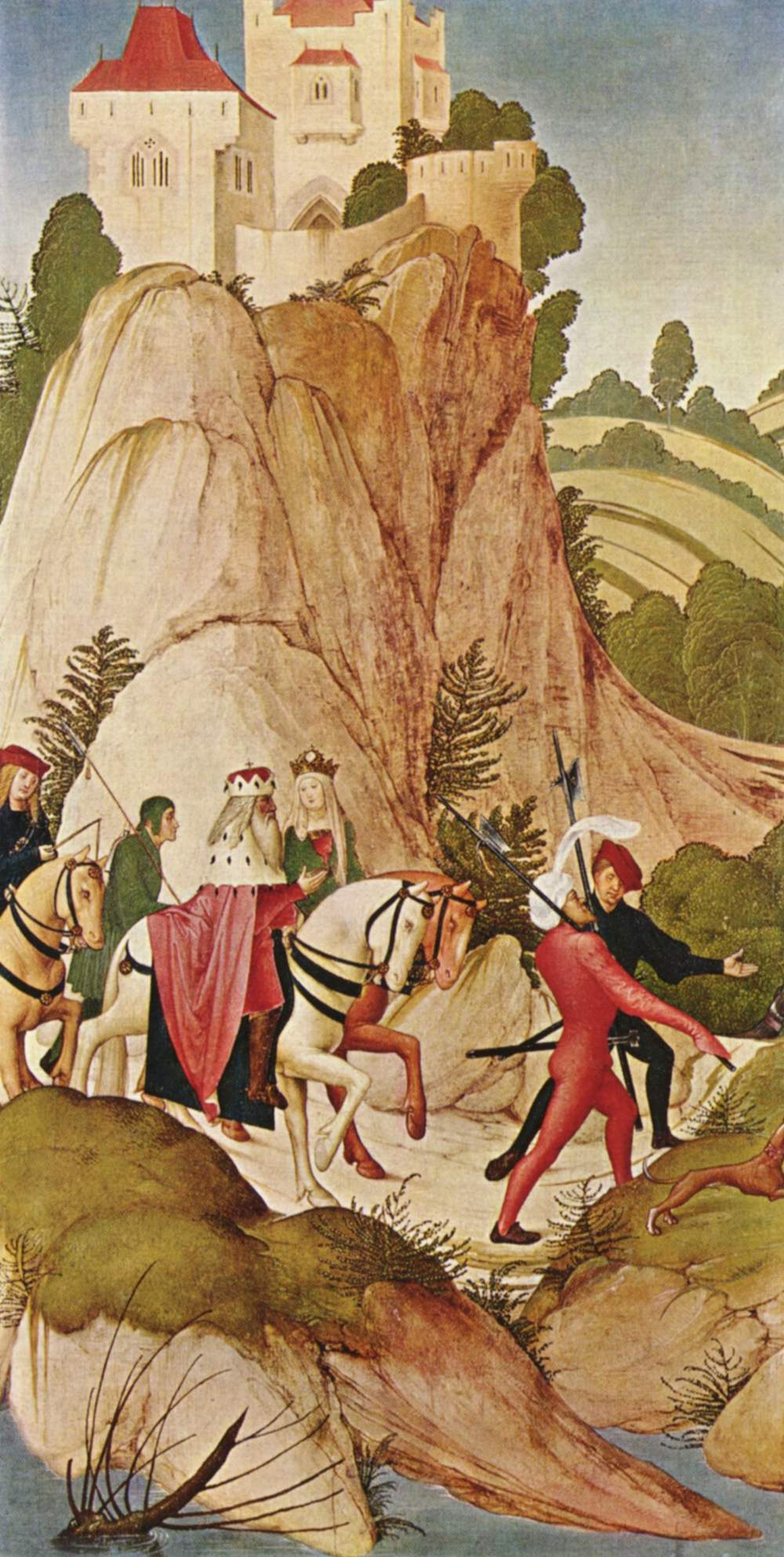
Rueland Frueauf d. J., Ausritt Leopolds III. zur Jagd.
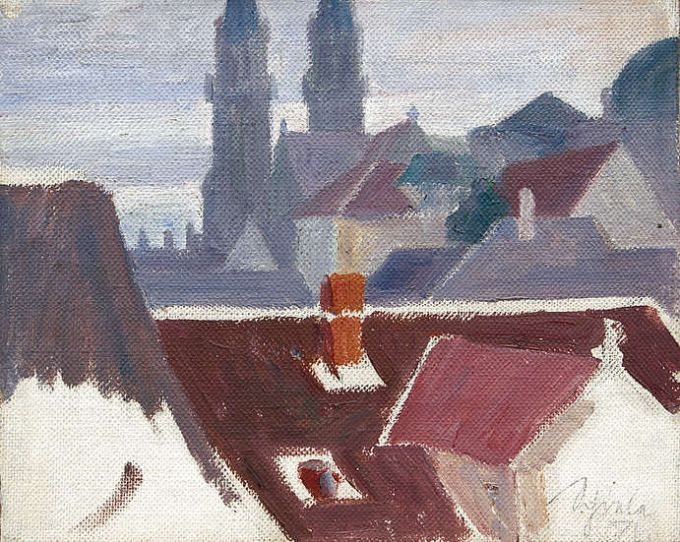
Egon Schiele, Ansicht des Stiftes Klosterneuburg, 1907.
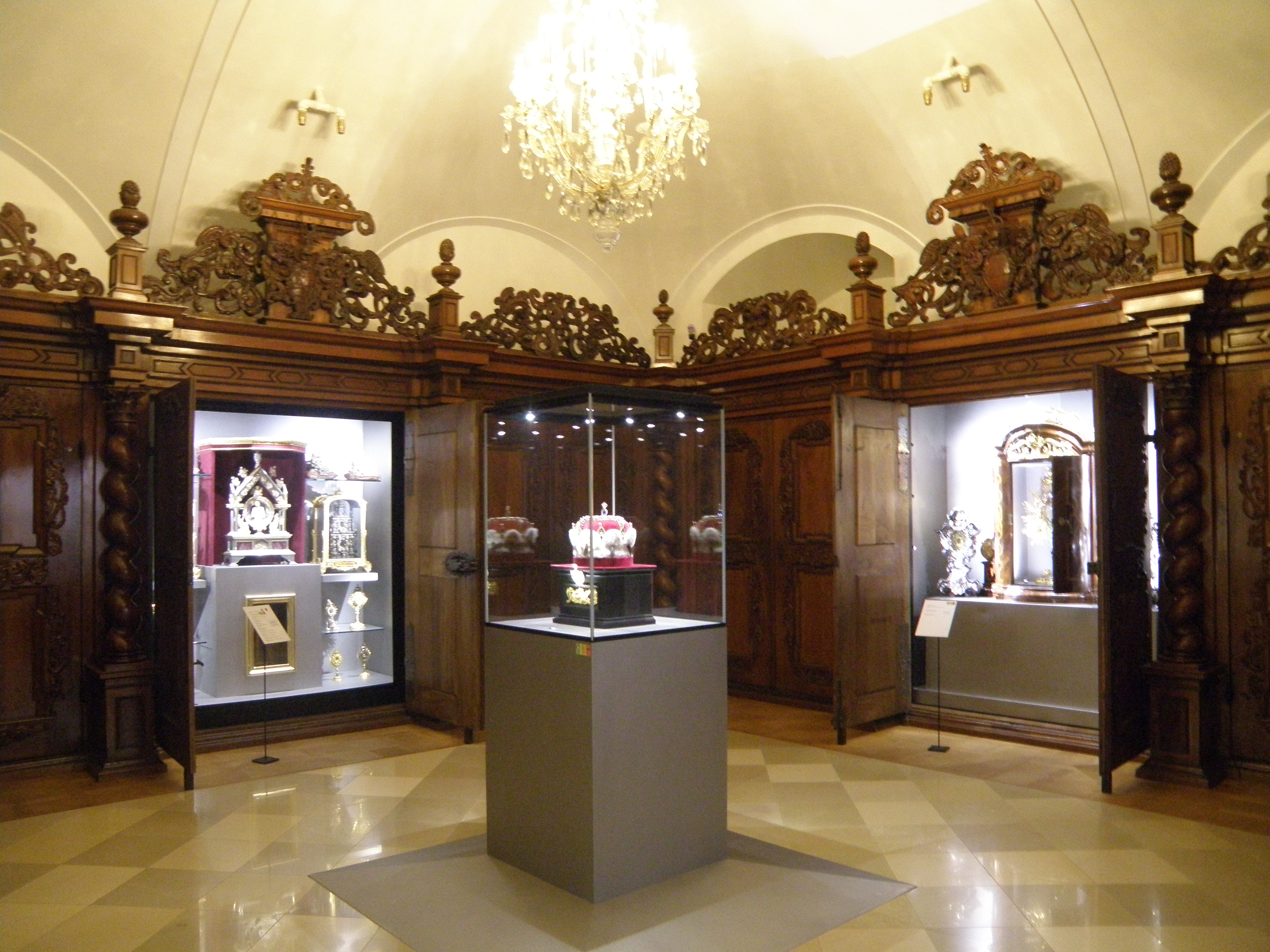
Blick in die Schatzkammer.
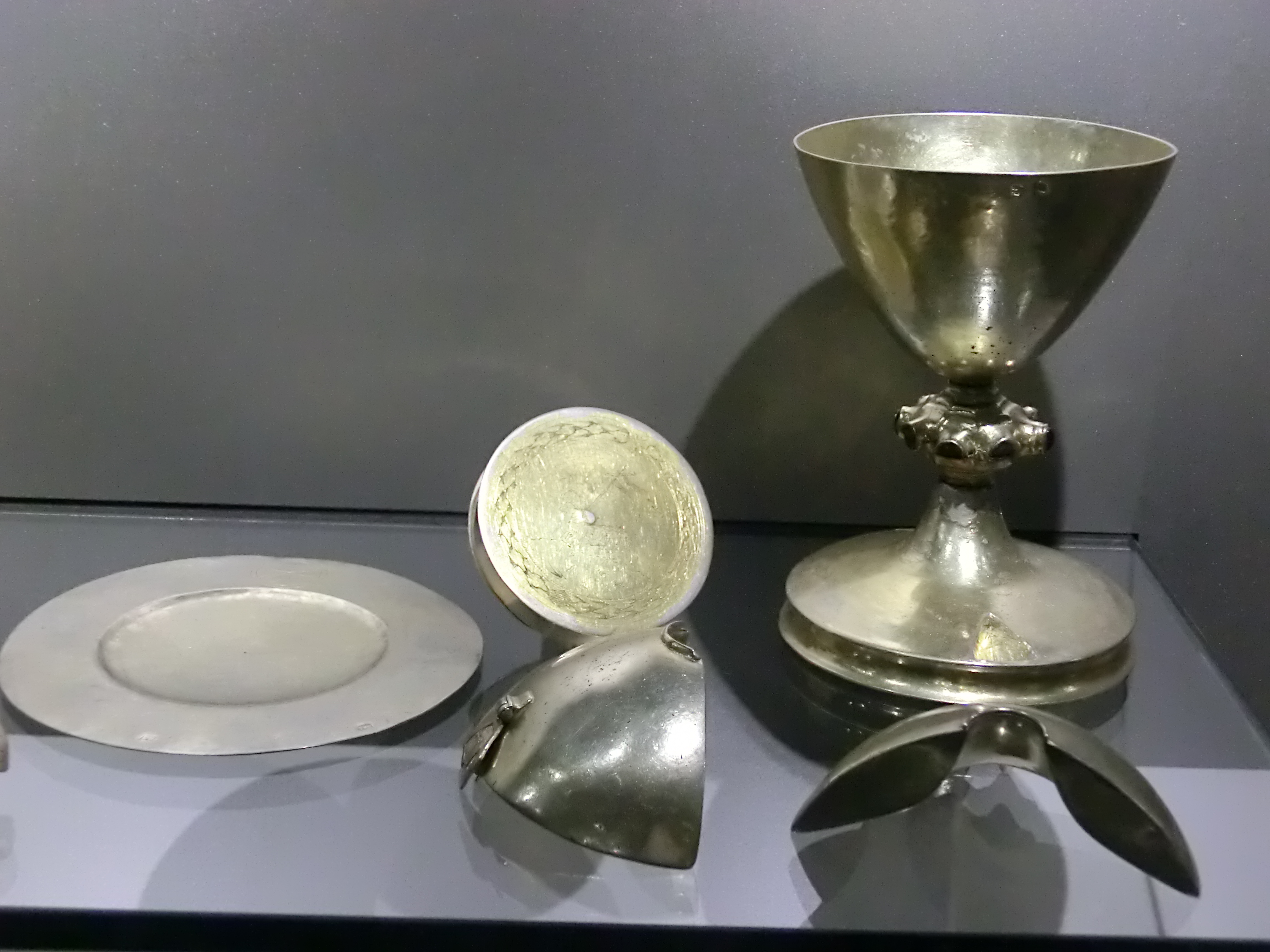
Sog. Reisekelch des heiligen Leopold.

## Die Pröpste des Stiftes Klosterneuburg
| - 1. Otto I. (1114–1126, weltlicher Kanoniker) - 2. Otto II. (1126–1132, weltlicher Kanoniker) - 3. Opold (1132–1133, weltlicher Kanoniker) - 4. Hartmann I. aus Polling (1133–1140) - 5. Marquard I. aus Polling (1140–1167) - 6. Rudiger I. aus Polling (1167–1168) - 7. Wernher (1168–1185, 1192–1194) - 8. Gottschalk (1185–1192) - 9. Otto III. (1194) - 10. Rudolf I. (1194–1195) - 11. Dietrich Purger (1195–1216) - 12. Wisinto (1216–1219) - 13. Walther (1220–1224) - 14. Marquard II. (1224–1226) - 15. Konrad Goltstein aus Wien (1226–1257) - 16. Nikolaus I. (1257–1279) - 17. Pabo (1279–1291, 1293) - 18. Hadmar der Esel von Gaaden (1293–1301) - 19. Rudiger II. (1301–1306) - 20. Berthold I. (1306–1317) - 21. Stephan von Sierndorf (1317–1335) - 22. Nikolaus II. Neidhart (1335–1336) - 23. Rudwein von Knappen aus Haselbach (1336–1349) - 24. Ortolf von Wolkersdorf (1349–1371) - 25. Koloman von Laa (1371–1394) - 26. Peter I. Lenhofer (1394–1399) - 27. Bartholomäus von Pierbaum (1399–1409) - 28. Albert Steckh (1409–1418) - 29. Georg I. Muestinger aus Petronell (1418–1442) - 30. Simon I. vom Thurm aus Klosterneuburg (1442–1451) - 31. Simon II. Heindl (1451–1465) - 32. Johannes Hechtl (1465–1485) - 33. Jakob I. Paperl (1485–1509) - 34. Georg II. Hausmanstetter (1509–1541) - 35. Wolfgang Hayden aus Klosterneuburg (1541–1551) | - 36. Christoph I Starl of Klosterneuburg (1551–1558) - 37. Peter II. Hübner (1558–1563) - 38. Leopold Hintermayr aus Hochwang (1563–1577) - 39. Kaspar Christiani aus Arendsee (1578–1584) - 40. Balthasar Polzman aus Wien (1584–1596) - 41. Thomas Rueff aus Wien (1600–1612) - 42. Andreas Mosmiller aus Landsberg (1616–1629) - 43. Bernhard I. Enoch Waitz aus Salzungen (1630–1643) - 44. Rudolf II. Tobias Millner aus Kestenholz (1643–1648) - 45. Bernhard II. Schmeddingh aus Münster (1648–1675) - 46. Adam I. Scharrer aus Krems (1675–1681) - 47. Sebastian Mayr aus Eberswang (1681–1686) - 48. Christoph II. Matthäi aus Neustadt (1686–1706) - 49. Jakob II. Johannes Cini aus Bruck a. d. Leitha (1706) - 50. Ernest Johannes Perger aus Horn (1707–1748) - 51. Berthold II. Johannes Paul Staudinger aus Waidhofen a. d. Ybbs (1749–1766) - 52. Gottfried Johannes von Rollemann aus Wien (1766–1772) - 53. Ambros Ignaz Lorenz aus Wien (1772–1781) - 54. Floridus Johannes Leeb aus Nikolsburg (1782–1799) - 55. Gaudenz Andreas Dunkler aus Piesling (1800–1829) - 56. Jakob III. Ruttenstock aus Wien (1830–1844) - 57. Wilhelm Ludwig Sedlaczek aus Großseelowitz (1844–1853) - 58. Adam II. Schreck aus Wien (1853–1871) - 59. Berthold III. Ignaz Fröschl aus Weinsteig (1871–1882) - 60. Ubald Ewald Kostersitz aus Littau (1882–1902) - 61. Bernhard III. Johannes Peitl aus Wollmannsberg (1903–1906) - 62. Friedrich Gustav Piffl aus Landskron (1907–1913) - 63. Joseph Eduard Kluger aus Reitendorf (1913–1937) - 64. Alipius Joseph Linda aus Wien (1937–1953) - 65. Gebhard Ferdinand Koberger aus Wien (1953–1995) - 66. Bernhard IV. Hermann Backovsky aus Wien (1995–2020) - Bischof Josef Clemens als Apostolischer Delegat (2020–2023) - Prälat Maximilian Fürnsinn als Administrator (2021–2023) - 67. Anton Höslinger (seit 2023) |

## Trivia
- Im Film Die Vermessung der Welt dienten die Kaiserappartements und ein Innenhof des Stiftes Klosterneuburg als Filmkulisse.
- Die letzte österreichische Kaiserin Zita war zwischen ihrem Tod in Zizers (Schweiz) am 14. März 1989 und ihrer Beisetzung in der Kapuzinergruft (Wien) am 1. April für einige Tage im Stift Klosterneuburg aufgebahrt, wobei ihr Sarg mit dem Erzherzogshut geschmückt wurde.
- Seit 2005 ist der frühere Novizenmeister des Stiftes und Pfarrer von St. Leopold, Bernt Ivar Eidsvig, Bischof des Bistums Oslo in Norwegen.
- Nach einer fünfjährigen Renovierung und Neuadaptierung wurde das Stift und seine Kunstsammlungen am 4. Mai 2006 für Besucher wiedereröffnet. Einige der bisher versperrten Bereiche wurden dadurch erstmals zugänglich gemacht.